# کابل
کابُل، پایتخت افغانستان مطابق تخمین سال ۱۴۰۳ دارای جمعیتی حدود ۵٬۱۴۰٬۶۰۶ نفر است و مساحتی حدود ۱٬۰۲۳ کیلومتر مربع است که در ولایت کابل واقع شده‌است. مرکز این شهر، شامل بافت کهنه و قدیمی آن است که مناطق پل خشتی، خوابگاه، کاه فروشی، مرادخانی، ده افغانان، چنداول، شوربازار، سراجی، قادردیوانه و باغ علیمردان را در بر می‌گیرد. کابل همراه با دیگر توابع (ولسوالی‌ها) مساحتی در حدود ۴۲۵ کیلومتر مربع دارد و در آن از همهٔ قومیت‌های اصلی افغانستان زندگی می‌کنند.
براساس شواهد رشد شهرنشینی حکایت از مهاجرت گسترده از سایر نقاط افغانستان به این شهر دارد. بر این اساس کابل نود و چهارمین کلان‌شهر جهان و در ردهٔ پنجمین شهر جهان از نظر سرعت رشد جمعیت قرار دارد.
کابل مرکز اداری و سیاسی افغانستان است و در ۱٬۷۹۱ متری بالای سطح دریا در دره‌ای دراز و باریک میان کوه‌های هندوکش را شکافته و در درازای دریای کابل امتداد یافته‌است. این شهر همراه با قندهار، هرات و مزار شریف توسط بزرگراه‌های حلقوی که در سرتاسر کشور امتداد یافته‌اند وصل شده‌است. کابل همچنین مسیر اصلی شاهراه جلال‌آباد که به سوی پیشاور پاکستان می‌رود است.
محصولات اصلی کابل شامل میوهٔ تازه و خشک، قالی افغانی، چرم و محصولات پوست گوسفند، لباس‌ها و اسباب محلی و نسخه‌های محصولات باستانی است. جنگ‌های ۱۹۷۸–۲۰۰۱ این صنعت را مختل کرد و به اقتصاد صدمهٔ بسیاری وارد کرد.
شهر کابل قدمتی ۵ هزار ساله دارد؛ پادشاهان بسیاری سال‌ها روی شهر به خاطر موقعیت استراتژیکی آن که در طول مسیرهای جنوب و مرکز آسیا قرار گرفته جنگ می‌کردند. کابل در طول تاریخ توسط امپراتوری‌های بزرگ زمان خودش حکومت می‌شده‌است. در حدود ۵ سده پیش از میلاد مسیح توسط هخامنشیان و پسانترها توسط سلوکیان، پادشاهی موریا، کوشانیان، ساسانیان، سلسلهٔ مغولان، صفویان، غزنویان و غوریان اداره و کنترل می‌شده‌است. از سال ۱۵۰۴ تا ۱۵۲۶ میلادی، کابل به عنوان مرکز رسمی بابر، سازندهٔ امپراتوری مغولان هندوستان بود. پس از آن تا سال ۱۷۳۸م زیر سلطنت دهلی بود، که نادرشاه و نیروهای افشاریان به گورکانیان حمله کردند. پس از مرگ نادرشاه در ۱۷۴۷، شهر به دست احمدشاه درانی افتاد که بسیار سریع آن را در کشور افغانستان اضافه کرد. در ۱۷۷۶، تیمورشاه درانی کابل را به پایتخت افغانستان مبدل ساخت.
از سال ۱۹۸۰، با شروع جنگ بر ضد اتحاد جماهیر شوروی از سوی مجاهدین، شهر به دست گروه‌های جنگ‌طلب متفاوتی افتاد. در بین سال‌های ۱۹۹۲–۱۹۹۶ که جنگ داخلی میان گروه‌های مسلح رقیب و مخالف یکدیگر درگرفت و منجر به حکومت پنج سالهٔ طالبان شد؛ هزاران نفر از شهروندان کابل و مردم غیر مسلح کشته شدند و باعث وارد آمدن صدمات جدی به زیرساخت‌های کابل و مهاجرت گستردهٔ مردم از کابل و سایر نقاط افغانستان به کشورهای همسایه شد.
پس از سقوط طالبان در نوامبر ۲۰۰۱، پس از حملهٔ نیروهای نظامی آمریکا و سازمان پیمان آتلانتیک شمالی(ناتو) به افغانستان، حکومت وقت با همکاری سایر کشورها و سازمان‌های بین‌المللی فعالیت خود را جهت بازسازی زیرساخت‌های از دست‌رفتهٔ کابل آغاز کرده‌است؛ اگرچه حملات انتحاری طالبان و دیگر شبه‌نظامیان روند بازسازی کابل و افغانستان را کند می‌کرد و شهر کابل هر از چندگاهی شاهد حملات انتحاری با هدف ضربه‌زدن به حکومت بود که جان شماری از شهروندان بی‌گناه نیز گرفته می‌شد. کابل یکی از خطرناک‌ترین شهرهای جهان محسوب می‌شود. کابل تا پیش از هجوم طالبان در سال ۱۴۰۰ همچنان درحال توسعه و نوسازی بود.

## نام
کابل یکی از قدیمی‌ترین شهرهای بزرگ دنیاست. در کتاب مقدس ویدا به نام «کبه» (Kabha) و در پارچه‌های اوستا از آن به نام «کوب‌ها» (Kobaha) یاد می‌شود. نویسندگان کلاسیک یونانی آن را «کوفن» (Kophen) یا «کوفس» (Kophfs) و «کووا» ثبت کرده و ارستو این شهر را «خوسپس» (Khoaspes) خوانده‌اند.
کابل از دیدگاه کتاب مهاباراتا هندوان، بهشت و جایگاهی تفکر برای خداوندان خوبی بوده و آن را در سانسکریت به نام اردهستانه یا عبادت‌گاهی مقدس حفظ کرده‌اند.
معنای نام کابل ناشناخته است، اما واژه‌نامه مختصر اسامی مکانهای جهانی آکسفورد خاطرنشان می‌کند که مطمئناً قبل از ظهور اسلام زمانی که کابل مرکز مهمی در مسیر هند و جهان یونان بود، وجود داشته‌است. در سدهٔ هفتم میلادی، یک پژوهشگر چینی به نام شونگ چونگ، در نبشته‌های خویش مشهور به هیوان تَسِنگ این شهر را «کاوفو» (Kaofu) می‌نویسد. وی چنین برداشت می‌کند که در حقیقت این شهر زیبا مسما به دریای کاوفو است که از قلب آن می‌گذرد، وی می‌افزاید که آریاییان قدیم از لحاظ دینی اهمیتی ویژه به این شهر داده و آن را «کوب‌ها اردهستانه» (Kobaha Urddhastana) یا محل بلندپایه گفته‌اند. این ناحیه به کابلستان نیز معروف بود. الکساندر کونینگام (متوفی ۱۸۹۳) در سده نوزدهم افزود "Kaofu" که توسط چینی‌ها ثبت شده‌است به احتمال زیاد نام "یکی از پنج قبیله یوچی یا تخاری" بوده‌است. وی افزود که این قبیله نام خود را به این شهر پس از اشغال آن در سده ۲ قبل از میلاد، دادند. طبق دائرةالمعارف دنیای مدرن آکسفورد، این «احتمالاً یک فرضیه به نظر می‌رسد» همان‌طور که مورخ افغان میر غلام محمد غبار (۱۸۹۸–۱۹۷۸) نوشت که در اوستا (کتاب مقدس زرتشتی)، کابل به عنوان Vaekereta (وائیکریتا) شناخته می‌شد، در حالی که یونانیان از دوران باستان از آن به عنوان Ortospana (ارتپسانه) به معنای «مرتفع» یاد شده‌است، که با کلمه سانسکریت Urddhastana (اردهستانه) مطابقت دارد که درباره کابل گفته می‌شد. بطلمیوس جغرافی‌دان یونانی (متوفی ۱۷۰ م) کابل را کابورا ثبت کرد.
طبق یک افسانه می‌توان دریاچه‌ای در کابل پیدا کرد که در وسط آن می‌توان "جزیرهٔ خوشبختی" را یافت، جایی که خانواده‌ای شاد از موسیقیدانان زندگی می‌کردند. طبق همین افسانه، این جزیره با دستور یک پادشاه از طریق ساختن (پل "pul") ساخته شده از (کاه "kah") می‌تواند قابل دسترسی باشد. نام کابل بدین ترتیب در نتیجه ترکیب این دو کلمه (کاه پل "Kahpul") ایجاد شد. طبق دائرةالمعارف اسامی مکان‌های جهانی آکسفورد، "این پیشنهاد که این اسم از ریشهٔ عربی "قبال" گرفته شده بعید است".
این که نام کابل برای اولین بار چه‌وقت استعمال شد مشخص نیست. با این حال، دائرةالمعارف دنیای مدرن آکسفورد می‌نویسد که این نام «در پی تخریب کاپیسا و دیگر شهرهای واقع در افغانستان کنونی توسط چنگیز خان (حدود ۱۱۶۲ تا ۱۲۲۷) در سده سیزدهم» برجسته شد.

## تاریخ

### قدمت

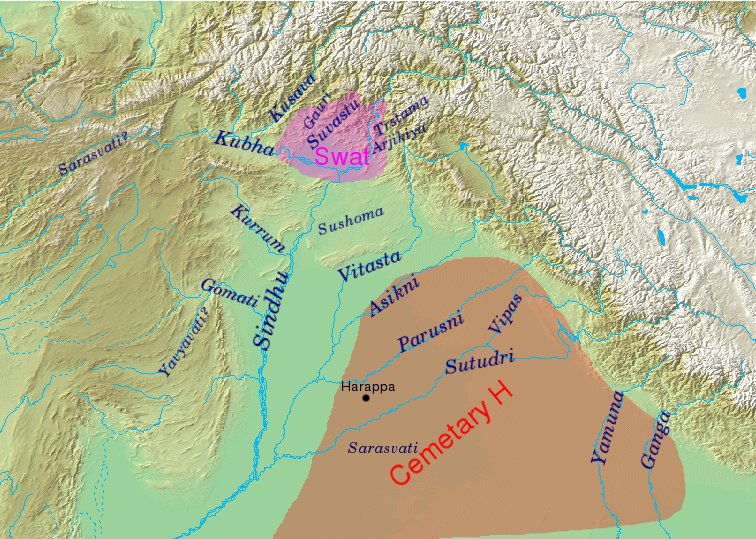
نگارهٔ ۶: جغرافیای ریگ‌ودا، با نام 'هفت رود'، که درهٔ رود کابل را که در نقشه بنام 'کوبها' (Kubha) دیده می‌شود، در برمی‌گیرد.

درهٔ کابل قدمتی ۵٬۰۰۰ ساله دارد. واژهٔ «کابها» (به انگلیسی: Kubhā) در حدود ۵٬۰۰۰ سال پیش از میلاد مسیح در ریگ‌ودا و اوستا یاد شده‌است که از دریای کابل یاد کرده‌است. ریگ‌ودا این شهر را به عنوان شهری آرمانی تحسین می‌کند و می‌نویسد تصویری از بهشت در کوه‌های آن مجسم شده‌است. نظریه‌های دیگری اظهار می‌کنند که این شهر در بین ۱٬۵۰۰ تا ۲٬۰۰۰ سال پیش از میلاد مسیح تشکیل شده‌است. جایی که کابل واقع شده‌است، پیش از آن که توسط شاهنشاهی پارس‌ها، هخامنشیان فتح شود بخشی از امپراتوری مادها بوده‌است. مرجعی به نام "کابورا" وجود دارد که به‌واسطهٔ فرمانروایان شاهنشاهی هخامنشی (داریوش بزرگ، داریوش دوم و داریوش سوم) تألیف شده، که بعدها پایه‌ای برای استفاده نام کابورا (Κάβουρα) توسط بطلمیوس شد. آنجا مرکز مزدیسنا بود که بعدها با آیین بودا و آیین هندو همراه شد.

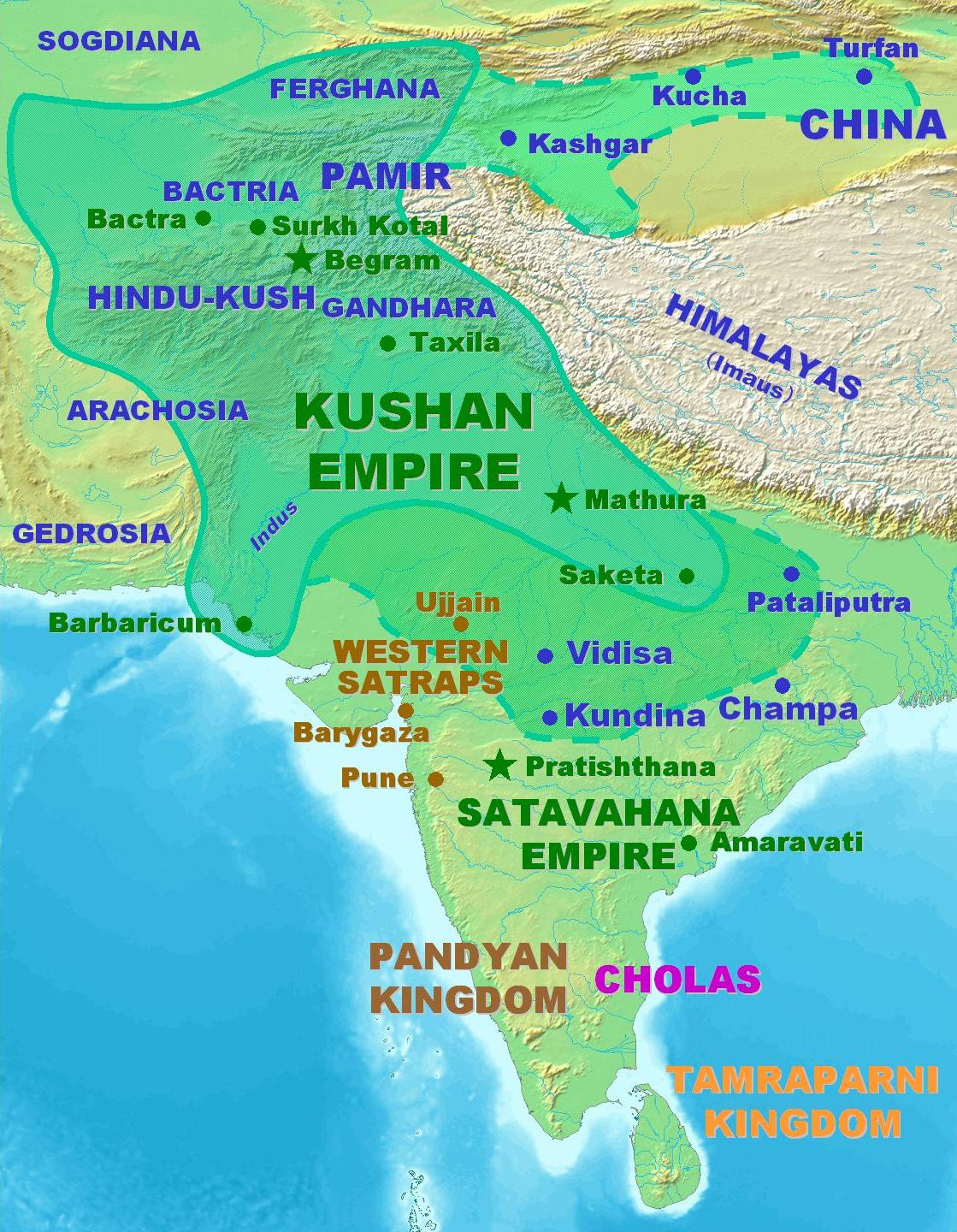
نقشه گستردگی شاهنشاهی کوشانی‌ها

اسکندر مقدونی این شهر را بعد از غلبه بر امپراتوری هخامنشیان در ۳۳۰ پیش از میلاد فتح کرد. بعد از مرگ اسکندر، این ناحیه پیش از اینکه به دست شاهنشاهی مائوریا بیفتد، قسمتی از امپراتوری سلوکیان محسوب می‌شد.
در دوره مؤریا، تجارت به‌دلیل وزن‌ها و معیارهای معادل رونق گرفت. تأسیسات آبیاری برای مصارف عمومی که منجر به افزایش برداشت محصولات می‌شود توسعه یافت. مردم به عنوان صنعتگر، جواهرساز و نجار اشتغال داشتند.
اسکندر این‌ها را از آریایی‌ها گرفت و زیستگاهی متعلق به خودش ایجاد نمود، اما سلوکوس نیکاتور آن‌ها را به ساندروکوتوس (چاندراگوپتا) در شروط ازدواج مختلف-نژادی و ۵۰۰ فیل سپرد. — استرابون، ۶۴ پ. م–۲۴ ب. م
در دومین سده پیش از میلاد دولت یونانی بلخ کابل را از ماوریان گرفته به‌تصرف خویش درآورد. پس از آن زیردستان آن‌ها امپراتوری هندویونانی شهر را در اواسط سدهٔ دوم پیش از میلاد به دست خود گرفتند. باختری‌ها شهر پاروپامیز را نزدیک کابل بنیاد کردند، اما در سدهٔ یکم پیش از میلاد این شهر به ماوریان افتاد. سیتی‌ها (سکاها) در اواسط دههٔ یکم پیش از میلاد هندویونانی‌ها را از شهر بیرون انداختند اما ۱۰۰ سال پسانتر با روی کار آمدن شاهنشاهی کوشان شهر را از دست دادند.
مطابق به تاریخ‌نویسان، نام سانسکریتی کابل کمبوجه است. این نام در نوشته‌هایی باستانی در کوفس و کوفن ذکر شده‌است. در سدهٔ هفتم پس از میلاد ژوانزونگ این نام را به عنوان کافو (به انگلیسی: Kaofu) بررسی کرده بود و اعلام کرد که این به خاطر لقب یکی از چهار قبیلهٔ یوئه‌ژی است که آن‌ها در اوایل مسیحیت در طول کوه‌های هندوکش به‌سوی درهٔ کابل مهاجرت کرده بودند. این شهر توسط شاهنشاه کوشان، کوجولا کادفیزس در سال ۴۵ میلادی فتح شد و جزو املاک امپراتوری کوشان تا اواخر سدهٔ سومین پس از میلاد محسوب می‌گردید.

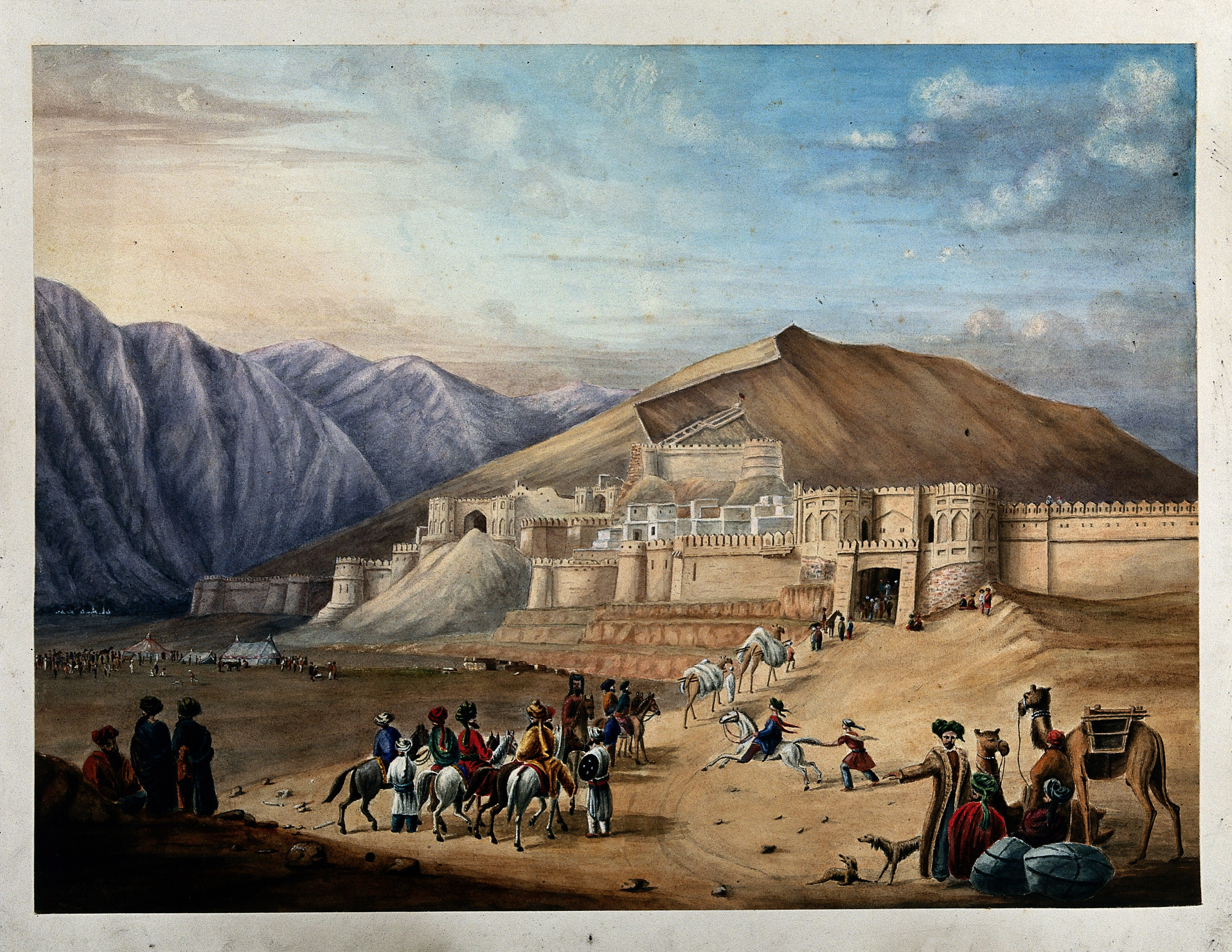
نقاشی دیوارهای مستحکم بالا حصار کابل

در اطراف سال‌های ۲۳۰ پس از میلاد، کوشانی‌ها توسط شاهنشاهی ساسانی شکست خوردند و به همراه با هم بیعت‌های ساسانی معروف به هندو-ساسانیان تبدیل شدند. در دوران ساسانیان، شهر با نام «کاپول» در خط پهلوی نامیده می‌شد. در ۴۲۰ میلادی هندو-ساسانیان توسط قبیلهٔ خیانیان که با نام «کیدارایتز» نیز شناخته می‌شدند، به بیرون رانده شدند که پس از آن در ۴۶۰ با هیاطله تبدیل شدند. آنجا به بخشی از باقی‌ماندهٔ پادشاهی آشینا از کاپیسا که با نام کابل‌شاهیان نیز شناخته می‌شود، تبدیل شد. مطابق با تاریخ الهند اثر ابوریحان بیرونی، کابل توسط شاهزادگانی که از تبار ترک‌ها بودند اداره می‌شد که برای ۶۰ نسل ادامه پیدا کرد.
آنان و هندوها دیوار بزرگ دفاعی را در اطراف شهر به علت محافظت از مهاجمان آینده ساختند. این دیوار تا به امروز باقی‌مانده و همچنین به عنوان یک ساحهٔ تاریخی شناخته می‌شود.

### پیش از اسلام

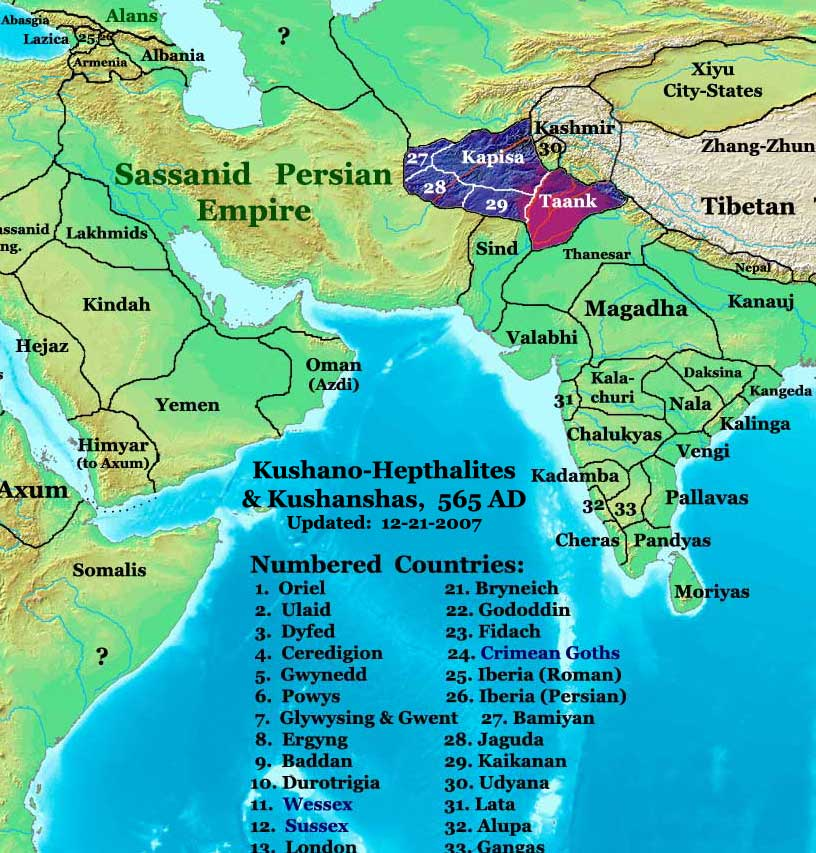
پادشاهی هیاطله در ۵۶۵ پس از میلاد

تاریخ‌نویسان دورهٔ اسکندر، کابل را به نام «ارتوسپانه» (Artospana) که همان «اردهستانه» (Urddhastana) سانسکریت است در تاریخ یونانی قید نموده که پسان‌ها (بعدها) در سدهٔ دوم میلادی این شهر را به نام «کابورا» (Kabura) یا قلب پاراپامیزاد نوشتهاند. در دوران شاهنشاهی کوشان بزرگ هنوز هم کابل به نام کاوفو شناخته می‌شده، که آهسته آهسته به کابورا مسما گردید تا آن زمان که کابل شاهان از آن به نام کابلستان یاد کردند. کابلستان برای چندین سده پیش و پس از دورهٔ مسیح، از بامیان و قندهار در غرب تا کوتل بولان و تمام جنوب را در بر می‌گرفت، که این خطهٔ وسیع به ده علاقه‌داری تقسیم بوده و شهرهای کابل، غزنی، بامیان، ننگرهار، سوات، پیشاور، اپوکین، بنو و بولر در بر می‌گرفته‌است.
از تاریخ یونان چنین برداشت می‌شود که ارتوسپانه یا کابل مرکزی عمده و اصلی در منطقه بوده، که پسان در دورهی تسلط یونان، هرات که اسکندریهٔ افغان بود جای آن را اشغال کرد که پسان‌ها (بعدها) شاهزادگان هندوساک آن را بار دیگر احیا کردند. تا آنکه در عصر زنبیلک‌شاه و زنبورکشاه، لشکر عرب پس از فتح برق‌آسای روم باستان (ترکیهٔ امروزی) و ایران به دروازه‌های این شهر کوبی، شاهان و کابلیان برای دفاع، دیوار بزرگی به نام شیردروازه در درازای کوه آسمایی یا آسه‌ماهی بنا کردند که حکایت‌های آن تا امروز سینه‌به‌سینه حفظ گردیده. تاریخ مصر به وضوح می‌نویسد که لشکر اسلام پس از فتح نیم جهان در شیردروازه‌های کابلستان به مرتبهٔ بیست‌وسه بار شکست مطلق دید تا آنکه به مرور زمان کابلیان خود به دین اسلام گرویدند.

### حملهٔ مسلمانان

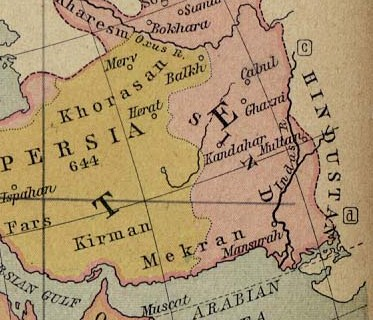
نقشه افغانستان در سده هفتم هجری.

در اواسط سده هفتم‏(۶۴۲–۸۷۰) و در حمله اعراب به ایران، مسلمانان عرب، امپراتوری ساسانی را در جنگ‌های ولجه، نهاوند و قادسیه شکست دادند. اعراب سپس به‌سوی شرق سرزمین ایران حمله‌ور شده و در سال ۸۱ هجری شهر کابل را که در کنترل کابلشاهیان بود، از طرف ده‌مَزنگ شکافتند، مسلمانان عرب فاتح شدند و شاه کابل به گردیز رفت ولی بزودی دوباره کابل را به‌دست آوردند. پس از آن کابل‌شاهیان ۲۳ بار با اعراب جنگیدند. در بعضی مواقع که ناتوان می‌گردیدند باج را قبول می‌نمودند. بدین ترتیب تا سقوط امپراتوری اعراب کابل را در حفاظت داشتند. پس از شکست امویان توسط عباسیان حکمران‌های خراسانی وابسته با اعراب در کشور به‌سر اقتدار آمدند.
ارتش‌های عرب که پرچم اسلام را حمل می‌کردند، از سوی غرب برای شکست ساسانیان در ۶۴۲ پس از میلاد آمدند و پس از آن با اطمینان به سوی شرق رهسپار شدند. در حاشیه غربی منطقه افغانستان شاهزادگان هرات و سیستان حکومت را به اعراب واگذار کردند، اما در شرق، در کوه‌ها و در شهرهایی که فقط شورشی در آن‌ها برگزار شده بود، پس از ترک ارتش اعراب، به عقاید پیشین خود بازگشتند. خشونت و آزمندی اعراب باعث تولید چنین ناآرامی شد، با این حال هنگامی که قدرت پایانی خلافت آشکار شد، حاکمان بومی یک بار دیگر، خود را مستقل کردند. در این میان، صفاریان از سیستان در منطقه افغانستان کمی درخشیدند. بنیانگذار متعصب این سلسله، شاگردی از یک مسگر یعقوب بن لیث صفاری، از پایتخت خود از زرنج در ۸۷۰ میلادی بیرون آمده و با نام اسلام به سوی شهرهای بست، قندهار، غزنی، کابل، بامیان، بلخ و هرات تاخت و تاز کرد.
—نانسی هچ داپری، ۱۹۷۱

پس از دولت‌های صفاری و طاهری نفوذ اعراب از کشور کم شده رفت ادارهٔ کابل نیز به دست حکمرانان محلی افتاد؛ گزارش شد که حاکمان مسلمان کابل با غیرمسلمانان یکجا زندگی می‌کردند.
کابل قلعه‌ای دارد که به‌دلیل استحکام خود مشهور است و تنها با یک جاده قابل دسترسی است. در آن مسلمانان وجود دارد، و دارای شهری است که در آن کافران از هند وجود دارد.— اصطخری، ۹۲۱ میلادی
مقارن ضعف صفاریان از کوهستان شرقی کابل یک قوم دیگر بنای سلطنت را در کابل گذاشت که سرکرده‌شان را کالاله می‌گفتند و تا به عصر غزنویان باقی بودند، تا اینکه در سال ۳۴۴ ه‍.ق ضمیمهٔ سلطنت غزنوی شد. با شروع سلطنت غزنویان شهر غزنی به‌تدریج اهمیت یافت و کابل عقب ماند. در لشکرکشی‌های چنگیزخان کابل نیز دست‌خوش چور و چپاول گردید.
معماری و شهرسازی کابل بسیار زیبا و دقیق است و یکی از شهرهایی است که علی‌رغم قدمت بسیار، حساسیت زیادی در شهرسازی آن به کار رفته‌است.

### دورهٔ تیموریان و مغولان

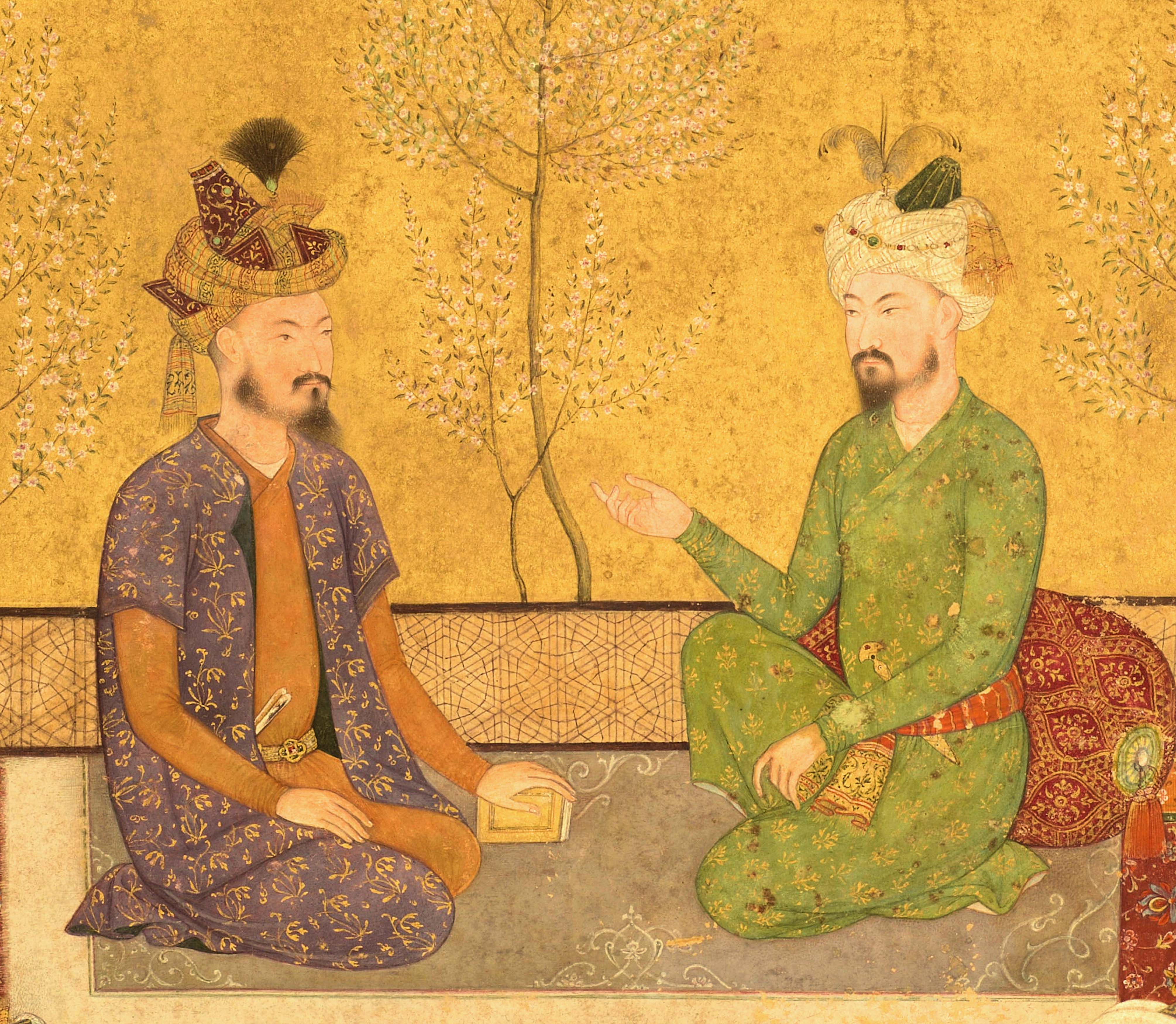
همایون با پدرش بابر، امپراطوران گورکانیان هند

پس از آن کابل به‌دست تیمور و حکم‌داران او بود تا آن‌که دولت تیموری هرات قوت گرفت. پس از سقوط تیموریان، بابر در اینجا مستقر گردید و کابل دوباره رونق یافت و تا سال ۹۲۳ پایتخت بود و به تعمیر و آرایش آن پرداخت. بابر به کمک مردم این شهر، هندوستان را فتح کرد و پایتخت خود را از کابل به آگره نقل داد و کابل مرکز ولایت شد. آرامگاه این پادشاه هم در همین شهر است.

### امپراتوری درانی

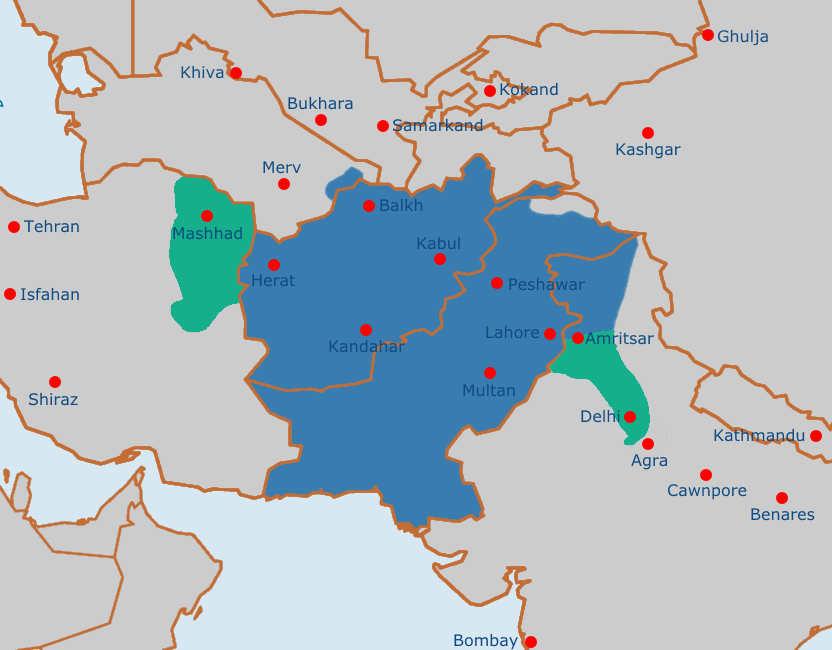
گستره امپراتوری درانی در ۱۸۶۲

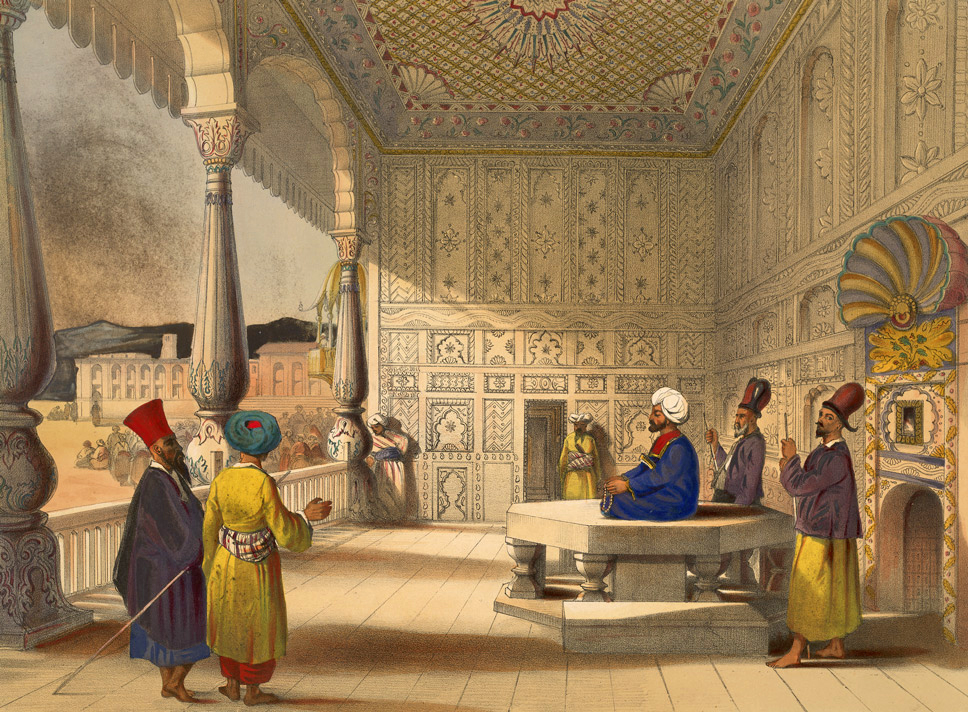
شاه شجاع درانی آخرین امپراتور سلسله سدوزائی‌ها در قصر خود بالاحصار

کابل در درازای تاریخ، در احساس چکامه‌سرایان، در چشم تمدن، در قلب آسیا، در خاطره‌های اشغال‌گران و در ایمان بسا مردم، شهر باارزش و دارندهٔ ویژگی‌های مقدس بوده‌است. کابل در طول تاریخ بارها زیر تهاجم بیگانه قرار گرفت و به گشت‌های متمادی، ویران و آباد گردید، تا سرانجام در سال ۱۷۷۶ تسلط خاندان درانی در قلمرو خراسان جاگیر شد و تیمورشاه پسر احمدشاه ابدالی، مرکز امپراتوری خود را از قندهار به کابل انتقال داد که پس از آن کابل تا امروز به صفت خانهٔ مشترک و مرکز یگانگی تمام مردم افغانستان پابرجا است.
وقتی که سلطنت به احمدشاه درانی رسید، وی توجه به کابل نمود. وی در سال ۱۱۴۴ امر احداث یک دیوار بزرگ را در شهر داد. این دیوار در ظرف ۴ ماه آباد گردید. تیمورشاه پس از تنظیم قندهار در سال ۱۱۹۵ ه‍.ق کابل را پایتخت ساخت و از آن تاریخ تا امروز کابل مرکز و پایتخت افغانستان است.

### سده بیستم
صنایع چرم و منسوجات پس از تبدیل شدن کابل به یک شهر تجارتی، تا سال ۱۹۱۶ توسعه یافت. بیشتر مردم در ضلع جنوبی رودخانه متمرکز شده بودند.
کابل در سراسر رژیم شاه حبیب‌الله خان با معرفی برق، تلفن و خدمات پستی مدرنیزه شد. اولین مکتب مدرن به نام حبیبیه در سال ۱۹۰۳ تأسیس شد. در سال ۱۹۱۹، پس از جنگ سوم انگلیس و افغانستان، پادشاه امان‌الله خان، استقلال افغانستان را در امور خارجی در مسجد عیدگاه کابل اعلام کرد. امان‌الله شاه اصلاح طلب بود و قصد داشت پایتختی جدید در زمینی در فاصله ۶ کیلومتری کابل بسازد. این منطقه دارالامان نامگذاری شد که از کاخ معروف دارالامان تشکیل شده بود. بعداً وی در آنجا اقامت گزید. طی دهه ۱۹۲۰ بسیاری از مؤسسات آموزشی در کابل تأسیس شدند. در سال ۱۹۲۹ شاه امان‌الله به‌دلیل خیزش محلی که توسط حبیب‌الله کلکانی تنظیم شده بود، کابل را ترک کرد، حبیب‌الله کلکانی نیز پس از ۹ ماه قدرت توسط شاه نادر خان زندانی و اعدام شد. سه سال بعد، در سال ۱۹۳۳، پادشاه جدید در هنگام اهدای جایزه در داخل مدرسه‌ای در کابل ترور شد. تاج و تخت به پسر ۱۹ ساله او ظاهر شاه که آخرین پادشاه افغانستان گردید، سپرده شد. برخلاف امان‌الله خان، نادرخان و ظاهر شاه قصد ایجاد پایتخت جدید را نداشتند و بدین ترتیب کابل همچنان کرسی دولت این کشور باقی ماند.
در دوره جنگ‌های داخلی، فرانسه و آلمان به توسعه کشور کمک کردند و مدارس دبیرستان و لیسه‌ها را در پایتخت تأسیس و نگهداری کردند، برای فرزندان خانواده‌های اعیان شهر آموزش ایجاد کردند. دانشگاه کابل در سال ۱۹۳۲ افتتاح شد و در دهه ۱۹۶۰ افغان‌های تحصیل کرده در غرب اکثریت معلمان را تشکیل می‌دادند. در دهه ۱۹۶۰ بیشتر مدرسان این دانشگاه از دانشگاه‌های غربی مدرک داشتند.
هنگامی که ظاهرشاه در سال ۱۹۳۳ قدرت را به دست گرفت، کابل تنها ۱۰ کیلومتر (۶ مایل) خط ریل در کشور داشت و این کشور دارای تلگراف‌های داخلی، خطوط تلفن یا جاده‌های کمی بود. ظاهرشاه برای کمک به توسعه شبکه حمل و نقل و ارتباطات مدرن به ژاپنی‌ها، آلمانی‌ها و ایتالیایی‌ها متوسل شد. یک برج رادیویی توسط آلمانی‌ها در سال ۱۹۳۷ در کابل ساخته شد و امکان برقراری ارتباط فوری با روستاهای اطراف را فراهم می‌آورد. بانک ملی و کارتل‌های دولتی سازمان یافته بودند تا امکان مدرن سازی اقتصادی را فراهم کنند. کارخانه‌های نساجی، نیروگاه‌های برق، کارخانه‌های فرش و مبلمان نیز در کابل ساخته شدند که تولید و زیرساخت‌های مورد نیاز را تأمین می‌کردند.

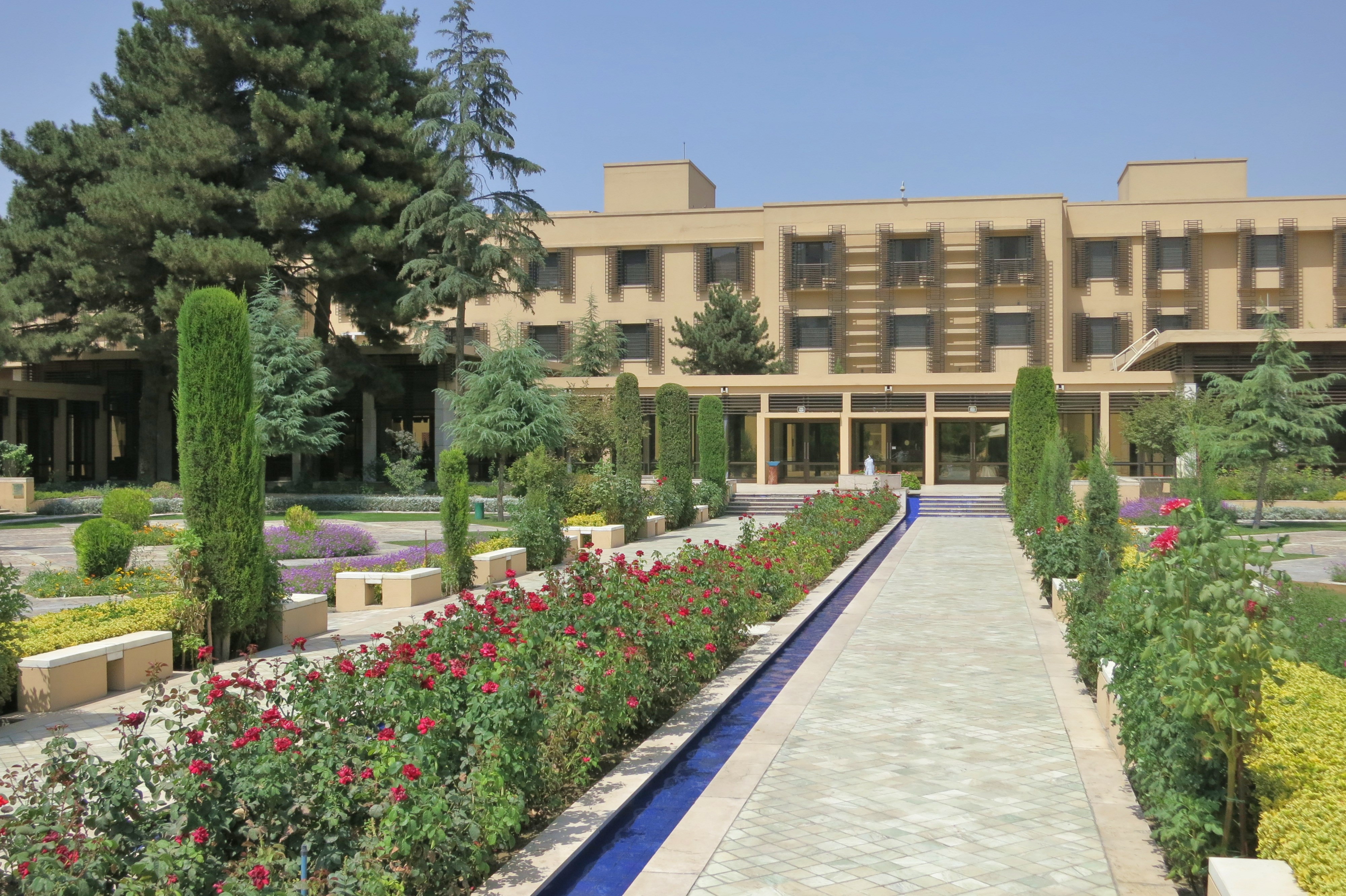
هتل سرینا، در سال ۱۹۵۴ افتتاح گردید

طی دهه‌های ۱۹۴۰ و ۱۹۵۰، شهرنشینی شتاب گرفت و مساحت ساخته شده تا سال ۱۹۶۲ به ۶۸ کیلومتر مربع افزایش یافت، که تقریباً چهار برابر افزایش نسبت به سال ۱۹۲۵ بود. در نخست‌وزیری محمد داود خان در دهه ۱۹۵۰، سرمایه‌گذاری و توسعه‌های خارجی افزایش یافت. در سال ۱۹۵۵، اتحاد جماهیر شوروی ۱۰۰ میلیون دلار اعتبار به افغانستان ارسال کرد، که برای توسعه و ساخت حمل و نقل عمومی، فرودگاه‌ها، یک کارخانه سیمان، نانوایی مکانیزه، یک بزرگراه پنج بانده از کابل تا مرز شوروی و بندها، ازجمله گذرگاه سالنگ به شمال کابل را شامل می‌شد. در طول دههٔ ۱۹۶۰، خانه‌های مسکونی مکروریان به سبک شوروی ساخته شد که شامل شصت بلوک بود. دولت همچنین بسیاری از ساختمان‌های وزارتخانه را به سبک معماری بروتالیست ساخت.

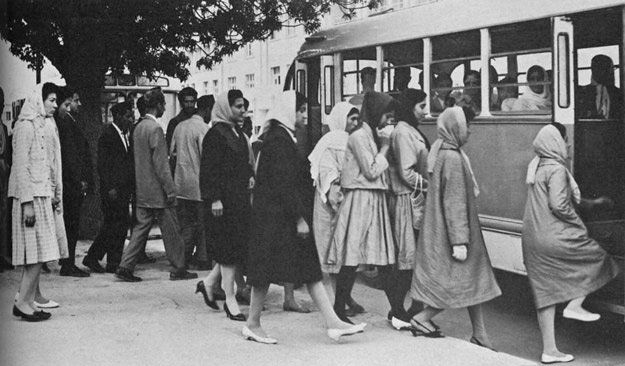
زنان و مردانی که درحال استفاده از حمل و نقل عمومی شهر در سال‌های دههٔ ۱۹۵۰ هستند.

در دههٔ ۱۹۶۰ فروشگاه مارک اند اسپنسر اولین فروشگاه مدرن آسیای میانه در کابل ساخته شد. باغ‌وحش کابل در سال ۱۹۶۷ افتتاح شد، که با بازدید جانورشناسان آلمانی نگهداری می‌شد. خارجی‌ها به کابل سرازیر شدند و صنعت جهانگردی کشور سرعت بیشتری گرفت. کابل آزادسازی را تجربه کرد، به ویژه از بین بردن محدودیت‌های آزادی بیان و اجتماعات را که منجر به تشکیل انجمن‌های دانشجویی در پایتخت شد. جناح‌های سوسیالیست، مائوئیست و لیبرال هر روز در کابل تظاهرات می‌کردند در حالی که رهبران سنتی‌تر اسلامی علیه عدم کمک به حومهٔ افغانستان صحبت می‌کردند. از دهه ۱۹۶۰ تا اواخر دههٔ ۱۹۷۰، کابل ایستگاه اصلی مسیر معروف هیپی بود. با آغاز دههٔ ۱۹۷۰، کابل به‌دلیل فروش‌های خیابانی حشیش معروف شد و به یکی از جاذبه‌های اصلی گردشگری هیپی‌های غربی تبدیل شد.

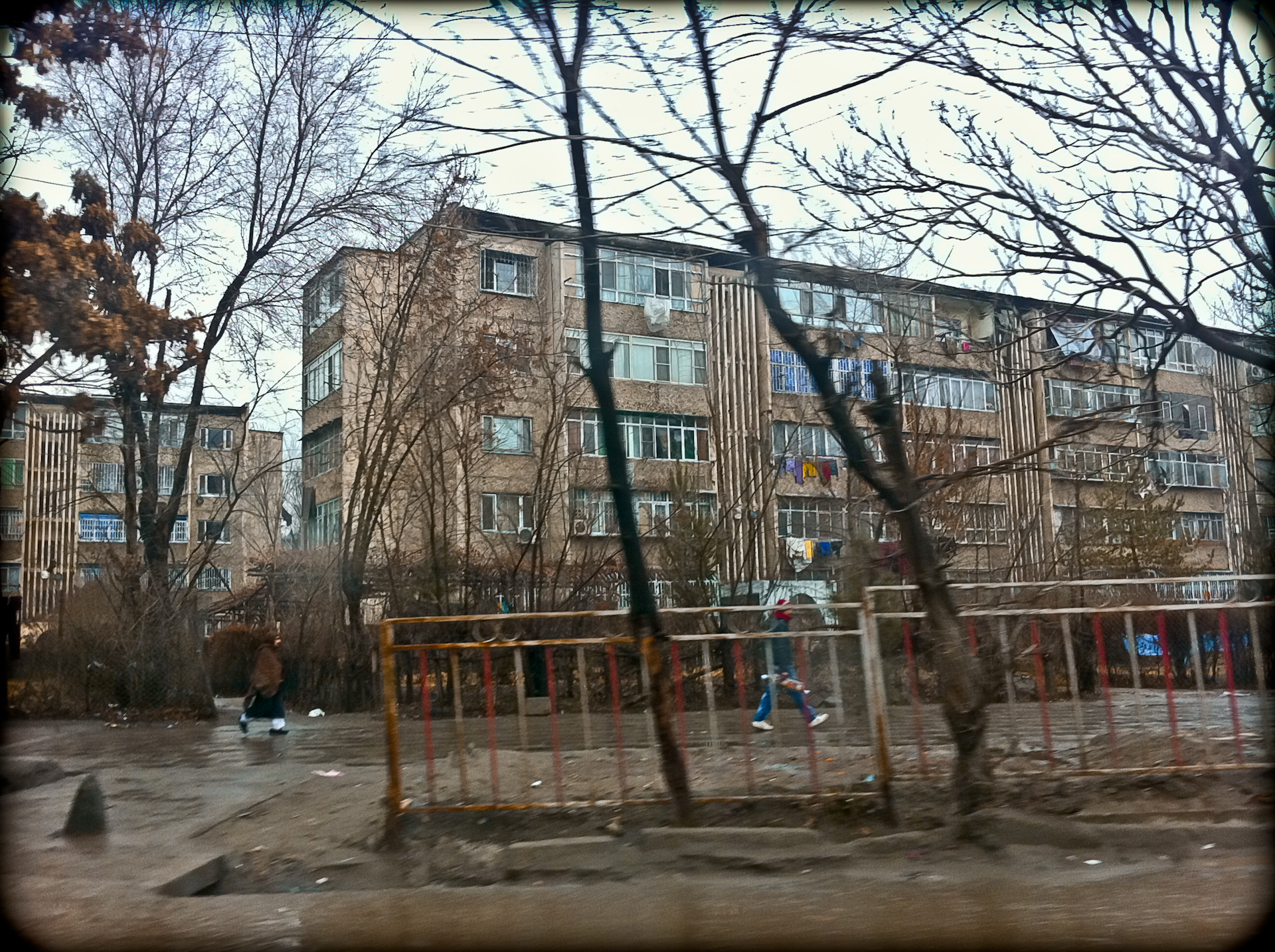
آپارتمان‌های "مکروریان اول", به سبک مکرو دیستریکت شوروی که بین ۱۹۶۰ و ۱۹۸۰ ساخته شده‌است

### جنگ‌های داخلی

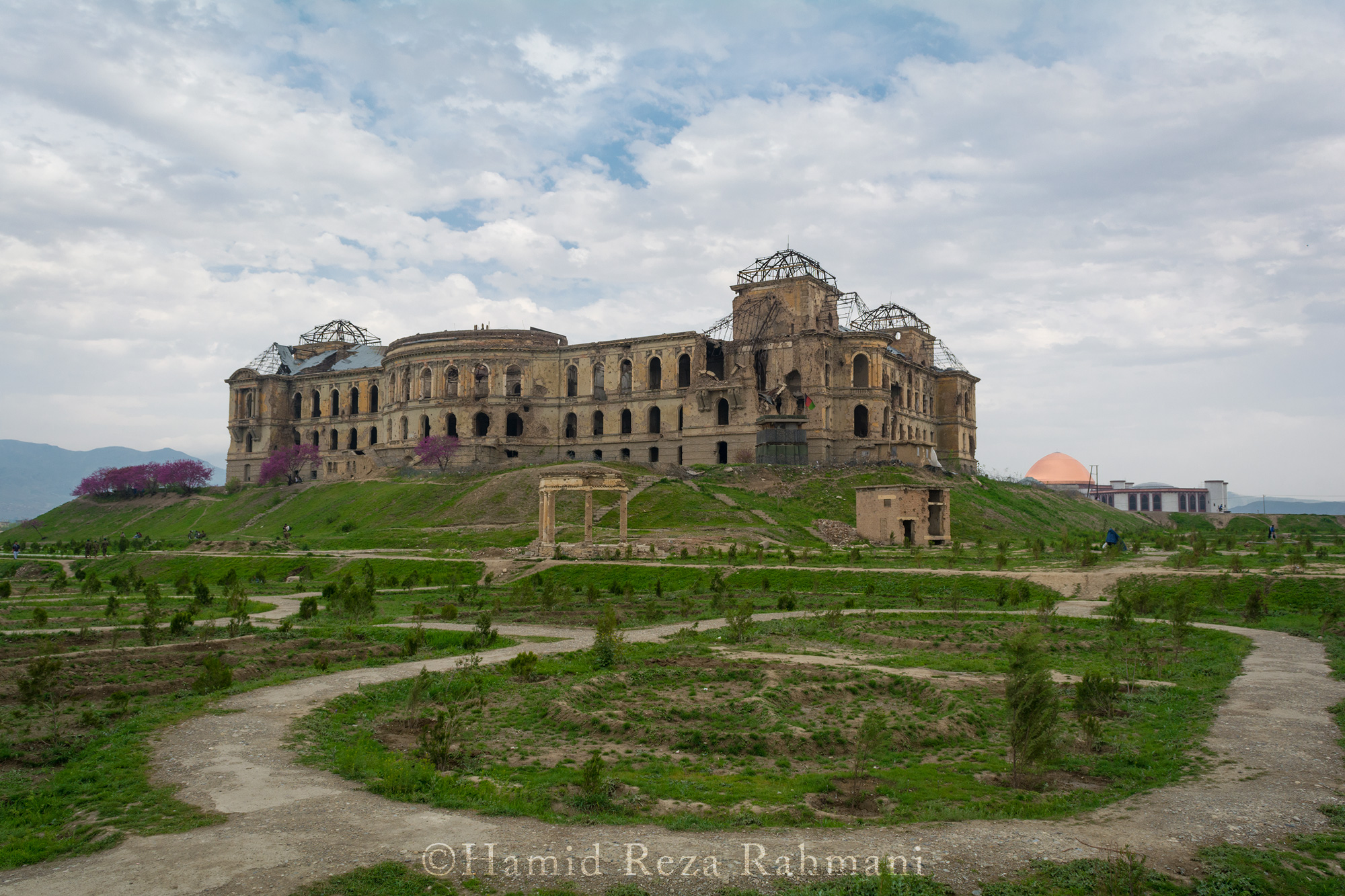
قصر دارالامان که در اثر جنگ‌های داخلی تخریب شده‌است.

بر اساس تخمین سازمان ملل متحد، ۹۰ درصد شهر به ویرانه مبدل گشت و بیش از شصت و پنج هزار نفر از اهالی شهر کشته و ده‌ها هزار تن دیگر زخمی شدند. این جنگ کوچه به کوچه در شهر کابل تا تسخیر شهر به‌وسیلهٔ طالبان در سال ۱۹۹۶ بی‌وقفه ادامه یافت.
بعد از فروپاشی حکومت کمونیستی در افغانستان گروه‌های رقیب افغان برای تحکیم موقعیت خویش و تصرف پایتخت وارد نبرد شدند که خسارات زیادی بر جای گذاشت و قسمت‌های عمدهٔ شهر بر اثر راکت‌باران گروه‌های مختلف آسیب جدی وارد گردید.

## جغرافیا
کابل در شرق کشور افغانستان گرفته‌است. ۱۷۹۱ متر از سطح دریا ارتفاع دارد و در یک درهٔ کم‌عرض بین کوه‌های هندوکش و به استقامت دریای کابل واقع شده‌است. در قسمت شرق و منطقه قدیم شهر حصار قدیمی کابل، کوه‌های شیر دروازه، و گورستان شهدای صالحین قرار دارد. کمی پیشتر از آن قلعه بالاحصار قرار دارد که در عقب آن دریاچهٔ حشمت خان واقع شده‌است.

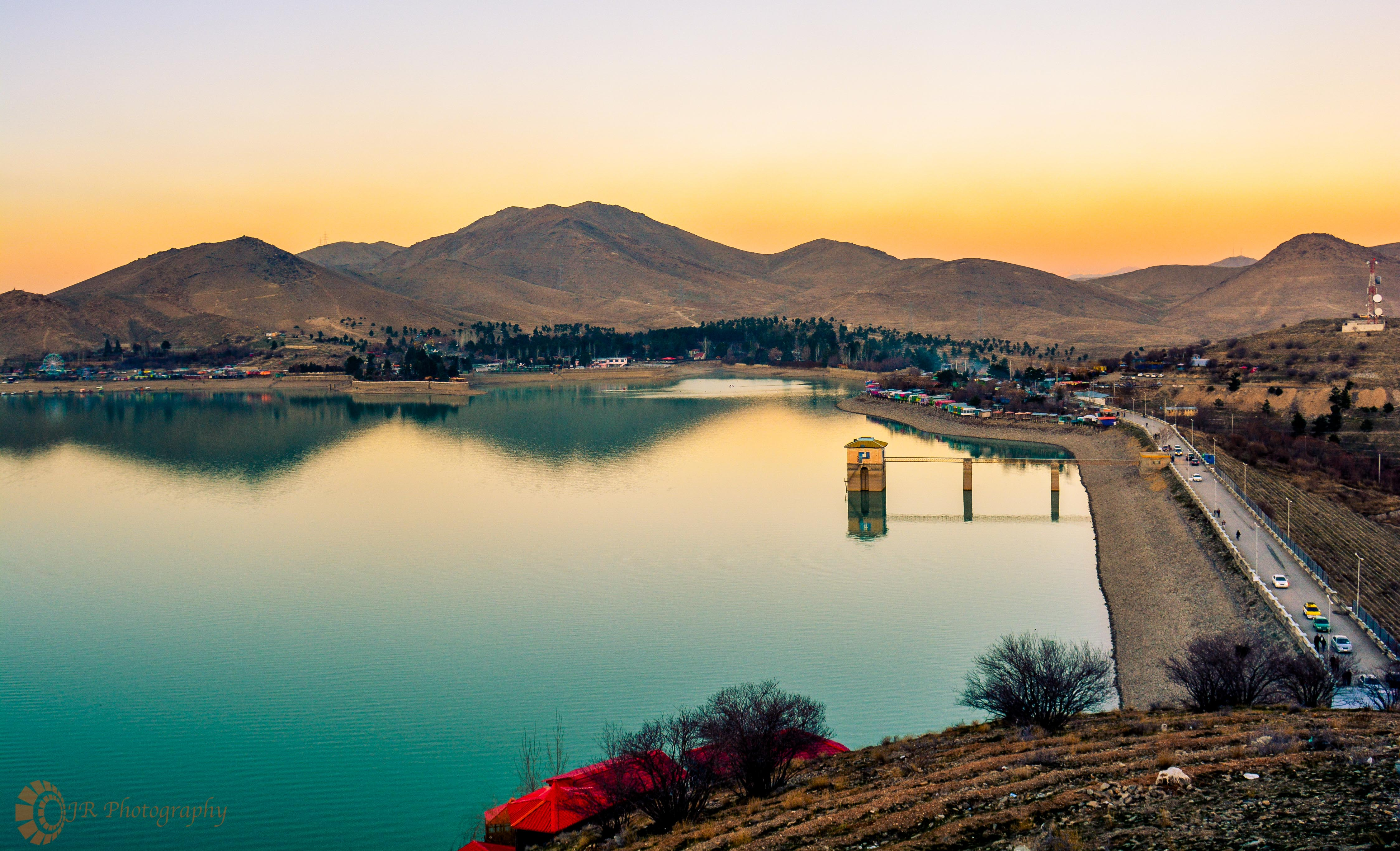
دریاچه و بند قرغه

موقعیت آن به کاسه‌ای بین کوه‌ها تشبیه شده‌است. کوه‌های که کابل را احاطه کرده‌اند، کوه‌های: خیر خانه شمالی، خواجه رواش، شاخ باران تی، چهل‌ستون، قرغه، خواجه رزاق و شیر دروازه هستندـ. همچنان دو کوه دیگر که در قسمت غربی و در داخل شهر قرار گرفته‌اند: آسمایی همچنان به نام «کوه تلویزیون» و تپه‌های علی‌آباد شامل تپه «مرنجان» و «بی‌بی مهرو».
شهر در منطقه‌ای با ۱۰۲۳ کیلومتر مربع وسعت قرار گرفته، که آن را به‌مراتب بزرگ‌ترین شهر کشور کرده‌است. نزدیک‌ترین پایتخت‌های جهان به کابل مطابق پروازهای هوایی، اسلام‌آباد، دوشنبه، تاشکند، دهلی نو و بیشکک هستند. کابل به‌طور عجیبی با شهر هانوی در شرق و استانبول در غرب هم‌اندازه است.

### آب و هوا
آب و هوای کابل، تابع وضع عمومی کشور افغانستان است. از آنجاکه این کشور بطورتقریبی در وسط آسیا واقع است، عرض، طول و ارتفاع جغرافیایی و امتداد کوه‌ها، و دوری از دریا از عواملی هستند که بر آب و هوای افغانستان اثرگذار هستند.
با وضع جغرافیایی که افغانستان دارد مناطق مختلف آن آب و هوای گوناگون دارد و کابل هرچند از دریا بسیار دور و تابع آب و هوای بری است، اما توازن در فصول چهارگانهٔ آن برقرار است و هر سه ماه تغییر فصل به‌صورت منظم پیدا می‌شود. فصل بهار از ماه حمل (مارس، آوریل) آغاز می‌شود و تا پایان جوزا (مه، ژوئن) منظماً ادامه دارد. در این فصل می‌توان آن را فصل نمو و انبساط خواند. از ماه سرطان (ژوئن، ژوئیه) تا آخر سنبله (اوت، سپتامبر) و هنگام تابستان گرم‌ترین ایام کابل به‌شمار می‌رود. در ماه میزان (سپتامبر و اکتبر) خزان آغاز می‌گردد و تا پایان ماه قوس (نوامبر، دسامبر) ادامه دارد. خزان فصل برداشتن محصول و جمع‌آوری میوه‌است و کابل از این حیث در این فصل امتیاز فراوانی دارد. سه ماه اخیر سال، جدی (دسامبر، ژانویه)، دلو (ژانویه، فوریه) و حوت (فوریه، مارس) فصل زمستان کابل است که سرمای بسیار و بارش برف تا پایان آن ادامه می‌یابد. داده‌های اقلیمی کابل به قرار ذیل است:
| داده‌های اقلیم کابل (۱۹۵۶–۱۹۸۳)    | داده‌های اقلیم کابل (۱۹۵۶–۱۹۸۳) | داده‌های اقلیم کابل (۱۹۵۶–۱۹۸۳) | داده‌های اقلیم کابل (۱۹۵۶–۱۹۸۳) | داده‌های اقلیم کابل (۱۹۵۶–۱۹۸۳) | داده‌های اقلیم کابل (۱۹۵۶–۱۹۸۳) | داده‌های اقلیم کابل (۱۹۵۶–۱۹۸۳) | داده‌های اقلیم کابل (۱۹۵۶–۱۹۸۳) | داده‌های اقلیم کابل (۱۹۵۶–۱۹۸۳) | داده‌های اقلیم کابل (۱۹۵۶–۱۹۸۳) | داده‌های اقلیم کابل (۱۹۵۶–۱۹۸۳) | داده‌های اقلیم کابل (۱۹۵۶–۱۹۸۳) | داده‌های اقلیم کابل (۱۹۵۶–۱۹۸۳) | داده‌های اقلیم کابل (۱۹۵۶–۱۹۸۳) |
| ماه                               | ژانویه                         | فوریه                          | مارس                           | آوریل                          | مه                             | ژوئن                           | ژوئیه                          | اوت                            | سپتامبر                        | اکتبر                          | نوامبر                         | دسامبر                         | سال                            |
| --------------------------------- | ------------------------------ | ------------------------------ | ------------------------------ | ------------------------------ | ------------------------------ | ------------------------------ | ------------------------------ | ------------------------------ | ------------------------------ | ------------------------------ | ------------------------------ | ------------------------------ | ------------------------------ |
| سابقهٔ بیش‌ترین °C (°F)             | ۱۸٫۸ (۶۶)                      | ۱۸٫۴ (۶۵)                      | ۲۶٫۷ (۸۰)                      | ۲۸٫۷ (۸۴)                      | ۳۳٫۵ (۹۲)                      | ۳۶٫۵ (۹۸)                      | ۳۷٫۷ (۱۰۰)                     | ۳۷٫۳ (۹۹)                      | ۳۵٫۱ (۹۵)                      | ۳۱٫۶ (۸۹)                      | ۲۴٫۴ (۷۶)                      | ۲۰٫۴ (۶۹)                      | ۳۷٫۷ (۱۰۰)                     |
| میانگین بیش‌ترین °C (°F)           | ۴٫۵ (۴۰)                       | ۵٫۵ (۴۲)                       | ۱۲٫۵ (۵۵)                      | ۱۹٫۲ (۶۷)                      | ۲۴٫۴ (۷۶)                      | ۳۰٫۲ (۸۶)                      | ۳۲٫۱ (۹۰)                      | ۳۲٫۰ (۹۰)                      | ۲۸٫۵ (۸۳)                      | ۲۲٫۴ (۷۲)                      | ۱۵٫۰ (۵۹)                      | ۸٫۳ (۴۷)                       | ۱۹٫۵ (۶۷)                      |
| میانگین روزانه °C (°F)            | −۲٫۳ (۲۸)                      | −۰٫۷ (۳۱)                      | ۶٫۳ (۴۳)                       | ۱۲٫۸ (۵۵)                      | ۱۷٫۳ (۶۳)                      | ۲۲٫۸ (۷۳)                      | ۲۵٫۰ (۷۷)                      | ۲۴٫۱ (۷۵)                      | ۱۹٫۷ (۶۷)                      | ۱۳٫۱ (۵۶)                      | ۵٫۹ (۴۳)                       | ۰٫۶ (۳۳)                       | ۱۲٫۱ (۵۴)                      |
| میانگین کم‌ترین °C (°F)            | −۷٫۱ (۱۹)                      | −۵٫۷ (۲۲)                      | ۰٫۷ (۳۳)                       | ۶٫۰ (۴۳)                       | ۸٫۸ (۴۸)                       | ۱۲٫۴ (۵۴)                      | ۱۵٫۳ (۶۰)                      | ۱۴٫۳ (۵۸)                      | ۹٫۴ (۴۹)                       | ۳٫۹ (۳۹)                       | −۱٫۲ (۳۰)                      | −۴٫۷ (۲۴)                      | ۴٫۳ (۴۰)                       |
| سابقهٔ کم‌ترین °C (°F)              | −۲۵٫۵ (−۱۴)                    | −۲۴٫۸ (−۱۳)                    | −۱۲٫۶ (۹)                      | −۲٫۱ (۲۸)                      | ۰٫۴ (۳۳)                       | ۳٫۱ (۳۸)                       | ۷٫۵ (۴۶)                       | ۶٫۰ (۴۳)                       | ۱٫۰ (۳۴)                       | −۳٫۰ (۲۷)                      | −۹٫۴ (۱۵)                      | −۱۸٫۹ (−۲)                     | −۲۵٫۵ (−۱۴)                    |
| بارندگی میلی‌متر (اینچ)            | ۳۴٫۳ (۱٫۳۵)                    | ۶۰٫۱ (۲٫۳۷)                    | ۶۷٫۹ (۲٫۶۷)                    | ۷۱٫۹ (۲٫۸۳)                    | ۲۳٫۴ (۰٫۹۲)                    | ۱٫۰ (۰٫۰۴)                     | ۶٫۲ (۰٫۲۴)                     | ۱٫۶ (۰٫۰۶)                     | ۱٫۷ (۰٫۰۷)                     | ۳٫۷ (۰٫۱۵)                     | ۱۸٫۶ (۰٫۷۳)                    | ۲۱٫۶ (۰٫۸۵)                    | ۳۱۲٫۰ (۱۲٫۲۸)                  |
| میانگین روزهای بارانی             | ۲                              | ۳                              | ۱۰                             | ۱۱                             | ۸                              | ۱                              | ۲                              | ۱                              | ۱                              | ۲                              | ۴                              | ۳                              | ۴۸                             |
| میانگین روزهای برفی               | ۷                              | ۶                              | ۳                              | ۰                              | ۰                              | ۰                              | ۰                              | ۰                              | ۰                              | ۰                              | ۰                              | ۴                              | ۲۰                             |
| درصد رطوبت                        | ۶۸                             | ۷۰                             | ۶۵                             | ۶۱                             | ۴۸                             | ۳۶                             | ۳۷                             | ۳۸                             | ۳۹                             | ۴۲                             | ۵۲                             | ۶۳                             | ۵۲                             |
| میانگین روزانه ساعت‌های تابش آفتاب | ۱۷۷٫۲                          | ۱۷۸٫۶                          | ۲۰۴٫۵                          | ۳۲۳٫۵                          | ۳۱۰٫۵                          | ۳۵۳٫۴                          | ۳۵۶٫۸                          | ۳۳۹٫۷                          | ۳۰۳٫۹                          | ۳۸۲٫۶                          | ۳۵۲٫۲                          | ۱۸۲٫۴                          | ۳٬۱۷۵٫۱                        |
| منبع: NOAA                        |                                |                                |                                |                                |                                |                                |                                |                                |                                |                                |                                |                                |                                |

## محیط زیست
دریای کابل از قلب شهر می‌گذرد و بازارهای شهر را بدو حصه تقسیم می‌کند. چندین پل برای عبور و مرور مردم روی دریا ساخته شده‌است که نامدارترین آن‌ها پل خشتی، پل باغ عمومی، پل شاه دوشمشیره و پل محمود هستند. نظر به تغییرات اقلیمی، از سده ۲۱ یکم بدینسو این دریا بیشتر سال خشک است و تنها در زمستان و بهار پرآب است.
دریاچهٔ بزرگی هم در قسمت شرقی شهر به‌نام دریاچهٔ حشمت‌خان وجود دارد. این تالاب استراحتگاه مهمی برای هزاران پرنده است که بین شبه‌قاره هند و سیبری پرواز می‌کند. در ۲۰۱۷, دولت این دریاچه را منطقه حفاظت شده اعلام کرد. در بعضی از گونه‌های مخصوص پرندگان این دریاچه لکه‌های روی بدن شان به‌وجود آمده‌اند مانند، عقاب امپراتوری شرقی و پلیکان دالمیشن. دیگر دریاچه بزرگ کابل قرغه است که در ۹ کیلومتری شمال غربی شهر واقع شده‌است. این دریاچه مکان دلپذیری برای مردم محل و خارجیان است.
آلودگی هوا بزرگ‌ترین مشکل شهر در فصل زمستان است، که عامل آن استفاده از سوخت‌های فسیلی بی‌کیفیت توسط باشندگان شهر است.

### ناحیه‌ها

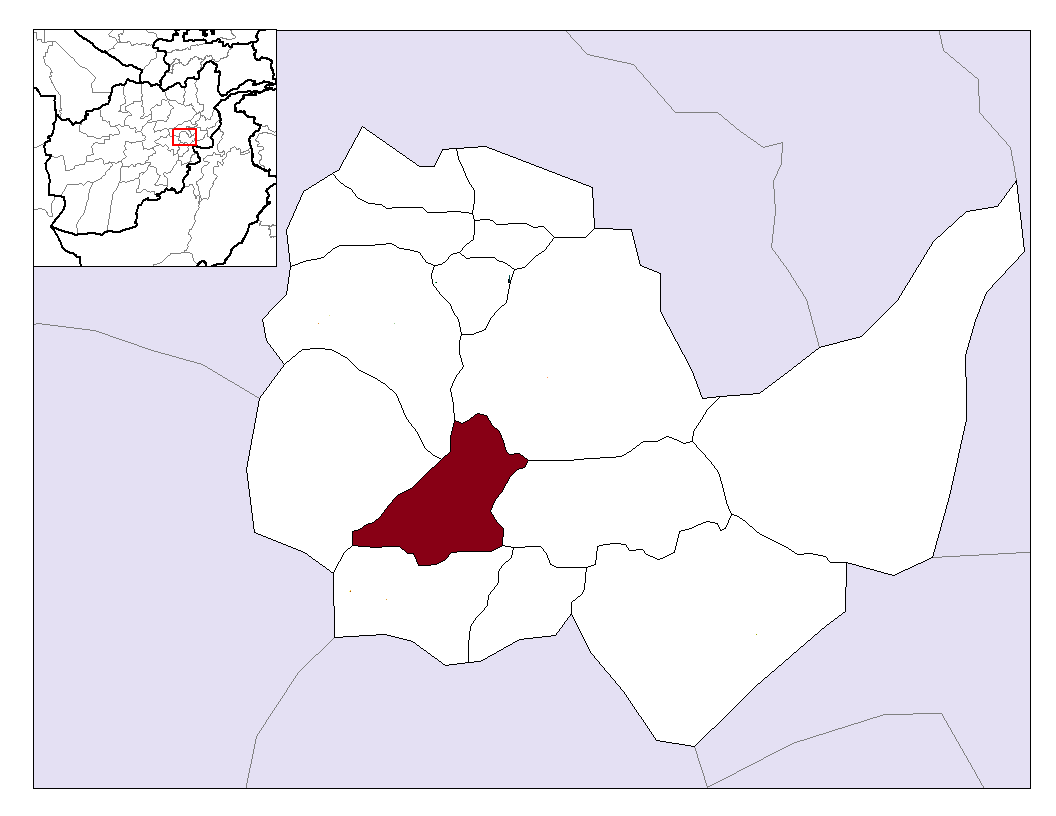
موقعیت منطقه شهری کابل در ولایت کابل

شهر کابل یکی از ۱۵ ولسوالی‌های ولایت کابل است که به‌عنوان مرکز ولایتی، به ۲۲ ناحیهٔ شهری و ۲۲ حوزه پولیس تقسیم شده‌است. در ۲۰۰۵, تعداد ناحیه‌های شهری از ۱۱ به ۱۸ ارتقا یافت. بعد از الحاق ناحیه ۱۴ و ۱۹–۲۲ که توسط شهرداری کابل از روی مناطق روستایی بهم ضمیمه شدند، در سال ۲۰۱۰ کابل دارای ۲۲ ناحیه شد. اندازه شهر افزایش یافت به‌طور اساسی افزایش یافت. با مشاجره‌های که شهرداری با ریاست ولایتی بروی علامت گزاری‌ها داشتند، بیشتر این ناحیه‌ها توسط ریاست ولایتی کابل اداره می‌شود تا شهرداری کابل.
ناحیه ۱ کابل قسمت قدیمی شهر را شامل می‌شود، منطقه بالا شهر کابل ناحیه‌های ۲٬۴ و ۱۰ هستند، ناحیه‌های ۳ و ۶ هم مناطق تجاری و حکومتی را در خود جا داده‌است. شمال، غرب، شرق، و جنوب شهر بیشتر مناطق مسکونی است.
جدول زیر ۲۲ ناحیه شهری کابل را با اطلاعات مساحت، زمین و استفاده شانرا در سال ۲۰۱۱, نشان می‌دهد. محله مشهور آن ده افغانان است.
| \| نام \| موقعیت \| مناطق شامل \| مساحت \| منطقهٔ شهری \| ساحه کشتزار \| زمین خالی \| موقعیت نقشه \| \| -------------------- \| -------- \| ---------------------------------------------------------------------------------------------------------- \| --------- \| ---------- \| ----------- \| --------- \| ----------- \| \| ناحیه ١ District 1 \| مرکزی \| چار چته چنداول هندو گذر خرابات (جاده) جاده میوند (جاده) مندوی (جاده) ریکا خانه شور بازار \| ۴٫۶۷ km² \| ۶٥. ٣% \| ~۰% \| ١٨. ٩% \| \| \| ناحیه District ٢ \| مرکزی \| اندرابی بهارستان ده افغانان کارته آریانا کارته‌پروان (بخشی از آن) مرادخانی شش‌درک (بخشی از آن) \| ۷٫۶۶ km² \| ۶.۷۲% \| ۰% \| ٧. ٣% \| \| \| ناحیه ٣ District 3 \| غرب \| دهبوری ده مزنگ ده‌نو جمال مینه کارته چار کارته مأمورین (بخشی از آن) کارته سخی سیلو (جاده، بخشی از آن) \| ۹٫۲۲ km² \| ٨٢% \| ۰.۶% \| ٨. ٨% \| \| \| ناحیه ۴ District 4 \| شمال غرب \| کارته‌پروان (بخشی از آن) کلوله پشته شهر آرا شهر نو تایمنی \| ۶۳٫۱۱ km² \| ٨٣. ١% \| ١% \| ۶% \| \| \| ناحیه ٥ District 5 \| غرب \| افشار فاضل بیگ کارته مأمورین (بخشی از آن) خوشحال‌خان مینه کوته‌سنگی/میرویس میدان سیلو (جاده، part) قلعهٔ وزیر \| ۲۹٫۲ km² \| ۴٩.۶% \| ١۴% \| ٣۰. ٩% \| \| \| ناحیه ۶ District 6 \| جنوب غرب \| دارالامان کارته سه قلعه ی شاده \| ۴۹٫۱ km² \| ٣٢. ٥% \| ١٣. ٥% \| ٥۰. ٨% \| \| \| ناحیه ٧ District 7 \| جنوب \| شمس علی آقا چهل‌ستون ده دانا گذرگاه وصل آباد \| ۳۲٫۵ km² \| ۴۶. ٨% \| ١٧% \| ٣١.۶% \| \| \| ناحیه ٨ District 8 \| جنوب شرق \| بینی حصار کارته نو رحمان مینه قلاچه شاه شهید \| ۴۸٫۴ km² \| ٣٣. ٧% \| ٣٣. ٩% \| ٢٥. ١% \| \| \| ناحیه ٩ District 9 \| شمال شرق \| کارته ولی مکروریان (دوم، سوم، چهارم) شش‌درک (بخشی از آن) یکه‌توت \| ۵٫۲۴ km² \| ۴٨.۴% \| ٢٩. ٧% \| ١٣. ٧% \| \| \| ناحیه ١۰ District 10 \| North \| بی‌بی مهرو چار قلا قلعهٔ فتح‌الله قلعهٔ موسی شیرپور وزیر اکبرخان \| ۱۳٫۰ km² \| ٧٥. ٣% \| ١۰. ٨% \| ٥.۶% \| \| \| ناحیه ١١ District 11 \| شمال غرب \| هزاره بغل خیر خانه قلعه نجارا \| ۱۷٫۴ km² \| ٧٥.۴% \| ۰% \| ٢١% \| \| \| ناحیه ١٢ District 12 \| شرق \| احمد شاه مینه/ارزان قیمت بگرامی بت خاک شینه \| ۳۴٫۸ km² \| ٣٣. ٢% \| ۴٢. ٨% \| ٢١. ٧% \| \| \| ناحیه ١٣ District 13 \| جنوب غرب \| بیست هزاری دشت برچی امید سبز (شهرک) \| ۴۶٫۶ km² \| ٣٢% \| ٢٣. ٥% \| ۴۰. ٢% \| \| \| ناحیه ١۴ District 14 \| شمال غرب \| پغمان \| ۱۲۰٫۱ km² \| ٨.۶% \| ۴٧% \| ٢۴.۶% \| \| \| ناحیه ١٥ District 15 \| شمال \| حامد کرزی (میدان هوایی) · خواجه برغا · خواجه‌رواش · قصبه (شهرک) \| ۳۲٫۱ km² \| ٣٢. ٢% \| ٧. ٥% \| ٣٣% \| \| \| ناحیه ١۶ District 16 \| شرق \| مکروریان (اول/قدیم) ده خدایداد,قلعه زمان‌خان سمنت خانه \| ۲۵٫۲ km² \| ٣٧. ١% \| ٣٣. ٢% \| ٢۴. ١% \| \| \| ناحیه ١٧ District 17 \| شمال غرب \| شکر دره \| ۵۶٫۰ km² \| ١۶. ٧% \| ٩. ٥% \| ٧٢% \| \| \| ناحیه ١٨ District 18 \| شمال شرق \| بختیاران ده سبز تره خیل \| ۳۳٫۹ km² \| ١٩.۴% \| ۴۰. ٢% \| ٢٩. ٢% \| \| \| ناحیه ١٩ District 19 \| شمال شرق \| پل چرخی \| ۱۴۱٫۴ km² \| ٨. ١% \| ۰.۰٥% \| ٧٧.۴% \| \| \| ناحیه ٢۰ District 20 \| جنوب \| چهارآسیاب \| ۱۴۳٫۶ km² \| ۴. ١% \| ١٧. ٧% \| ٧١. ١% \| \| \| ناحیه ٢١ District 21 \| شرق \| هودخیل \| ۶۳٫۹ km² \| ١. ٥% \| ٢. ٧% \| ٨٨. ١% \| \| \| ناحیه ٢٢ District 22 \| جنوب شرق \| شیوه کی \| ۷۹٫۰ km² \| ۶. ٥% \| ٢۴.۶% \| ۶٢. ٢% \| \| |          | |           |            |             |           |             |
| نام | موقعیت   | مناطق شامل                                                                                                 | مساحت     | منطقهٔ شهری | ساحه کشتزار | زمین خالی | موقعیت نقشه |
| ناحیه ١ District 1 | مرکزی    | چار چته چنداول هندو گذر خرابات (جاده) جاده میوند (جاده) مندوی (جاده) ریکا خانه شور بازار                   | ۴٫۶۷ km²  | ۶٥. ٣%     | ~۰%         | ١٨. ٩%    |             |
| ناحیه District ٢ | مرکزی    | اندرابی بهارستان ده افغانان کارته آریانا کارته‌پروان (بخشی از آن) مرادخانی شش‌درک (بخشی از آن)               | ۷٫۶۶ km²  | ۶.۷۲%      | ۰%          | ٧. ٣%     |             |
| ناحیه ٣ District 3 | غرب      | دهبوری ده مزنگ ده‌نو جمال مینه کارته چار کارته مأمورین (بخشی از آن) کارته سخی سیلو (جاده، بخشی از آن)       | ۹٫۲۲ km²  | ٨٢%        | ۰.۶%        | ٨. ٨%     |             |
| ناحیه ۴ District 4 | شمال غرب | کارته‌پروان (بخشی از آن) کلوله پشته شهر آرا شهر نو تایمنی                                                   | ۶۳٫۱۱ km² | ٨٣. ١%     | ١%          | ۶%        |             |
| ناحیه ٥ District 5 | غرب      | افشار فاضل بیگ کارته مأمورین (بخشی از آن) خوشحال‌خان مینه کوته‌سنگی/میرویس میدان سیلو (جاده، part) قلعهٔ وزیر | ۲۹٫۲ km²  | ۴٩.۶%      | ١۴%         | ٣۰. ٩%    |             |
| ناحیه ۶ District 6 | جنوب غرب | دارالامان کارته سه قلعه ی شاده                                                                             | ۴۹٫۱ km²  | ٣٢. ٥%     | ١٣. ٥%      | ٥۰. ٨%    |             |
| ناحیه ٧ District 7 | جنوب     | شمس علی آقا چهل‌ستون ده دانا گذرگاه وصل آباد                                                                | ۳۲٫۵ km²  | ۴۶. ٨%     | ١٧%         | ٣١.۶%     |             |
| ناحیه ٨ District 8 | جنوب شرق | بینی حصار کارته نو رحمان مینه قلاچه شاه شهید                                                               | ۴۸٫۴ km²  | ٣٣. ٧%     | ٣٣. ٩%      | ٢٥. ١%    |             |
| ناحیه ٩ District 9 | شمال شرق | کارته ولی مکروریان (دوم، سوم، چهارم) شش‌درک (بخشی از آن) یکه‌توت                                             | ۵٫۲۴ km²  | ۴٨.۴%      | ٢٩. ٧%      | ١٣. ٧%    |             |
| ناحیه ١۰ District 10 | North    | بی‌بی مهرو چار قلا قلعهٔ فتح‌الله قلعهٔ موسی شیرپور وزیر اکبرخان                                               | ۱۳٫۰ km²  | ٧٥. ٣%     | ١۰. ٨%      | ٥.۶%      |             |
| ناحیه ١١ District 11 | شمال غرب | هزاره بغل خیر خانه قلعه نجارا                                                                              | ۱۷٫۴ km²  | ٧٥.۴%      | ۰%          | ٢١%       |             |
| ناحیه ١٢ District 12 | شرق      | احمد شاه مینه/ارزان قیمت بگرامی بت خاک شینه                                                                | ۳۴٫۸ km²  | ٣٣. ٢%     | ۴٢. ٨%      | ٢١. ٧%    |             |
| ناحیه ١٣ District 13 | جنوب غرب | بیست هزاری دشت برچی امید سبز (شهرک)                                                                        | ۴۶٫۶ km²  | ٣٢%        | ٢٣. ٥%      | ۴۰. ٢%    |             |
| ناحیه ١۴ District 14 | شمال غرب | پغمان | ۱۲۰٫۱ km² | ٨.۶%       | ۴٧%         | ٢۴.۶%     |             |
| ناحیه ١٥ District 15 | شمال     | حامد کرزی (میدان هوایی) · خواجه برغا · خواجه‌رواش · قصبه (شهرک)                                             | ۳۲٫۱ km²  | ٣٢. ٢%     | ٧. ٥%       | ٣٣%       |             |
| ناحیه ١۶ District 16 | شرق      | مکروریان (اول/قدیم) ده خدایداد,قلعه زمان‌خان سمنت خانه                                                      | ۲۵٫۲ km²  | ٣٧. ١%     | ٣٣. ٢%      | ٢۴. ١%    |             |
| ناحیه ١٧ District 17 | شمال غرب | شکر دره | ۵۶٫۰ km²  | ١۶. ٧%     | ٩. ٥%       | ٧٢%       |             |
| ناحیه ١٨ District 18 | شمال شرق | بختیاران ده سبز تره خیل                                                                                    | ۳۳٫۹ km²  | ١٩.۴%      | ۴۰. ٢%      | ٢٩. ٢%    |             |
| ناحیه ١٩ District 19 | شمال شرق | پل چرخی | ۱۴۱٫۴ km² | ٨. ١%      | ۰.۰٥%       | ٧٧.۴%     |             |
| ناحیه ٢۰ District 20 | جنوب     | چهارآسیاب                                                                                                  | ۱۴۳٫۶ km² | ۴. ١%      | ١٧. ٧%      | ٧١. ١%    |             |
| ناحیه ٢١ District 21 | شرق      | هودخیل | ۶۳٫۹ km²  | ١. ٥%      | ٢. ٧%       | ٨٨. ١%    |             |
| ناحیه ٢٢ District 22 | جنوب شرق | شیوه کی | ۷۹٫۰ km²  | ۶. ٥%      | ٢۴.۶%       | ۶٢. ٢%    |             |

## اقتصاد

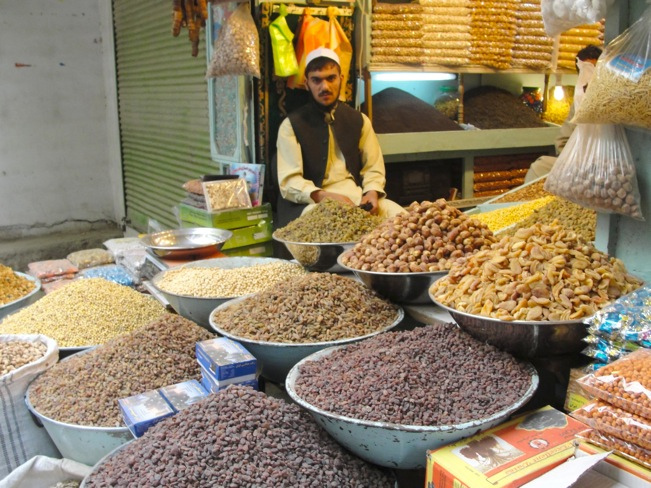
بازار خشکبار کابل

محصولات اصلی کابل شامل میوه تازه و میوه خشک، مغزیات، نوشیدنی، فرش افغانی، چرم و پوست گوسفند، مبلمان، عتیقه و لباس‌های محلی می‌شود.
در ۲۰۱۱, بانک جهانی مبلغ ۲۵ میلیون دالر را برای پروژه ساخت و ساز مناطق مسکونی کابل تصویب کرد. در دهه‌های اخیر، ایالات متحده مبلغ ۹٫۱ میلیارد دالر را در زیر ساخت‌های مسکونی کابل سرمایه گزاری نموده‌است. جنگ افغانستان (از ۱۹۷۸ تا کنون) تولیدات اقتصادی کابل را محدود کرده‌است، هرچند بعد از حاکمیت حامد کرزی در ۲۰۰۱, پیشرفت‌های در اقتصاد محلی پدیدار شده‌است. اولین نمونه آن کابل سیتی سنتر است که در ۲۰۰۵ باز شد. نمونه‌های دیگر آن گلبهار سنتر، برچی سنتر، سیتی واک مال و بهار سراب است.

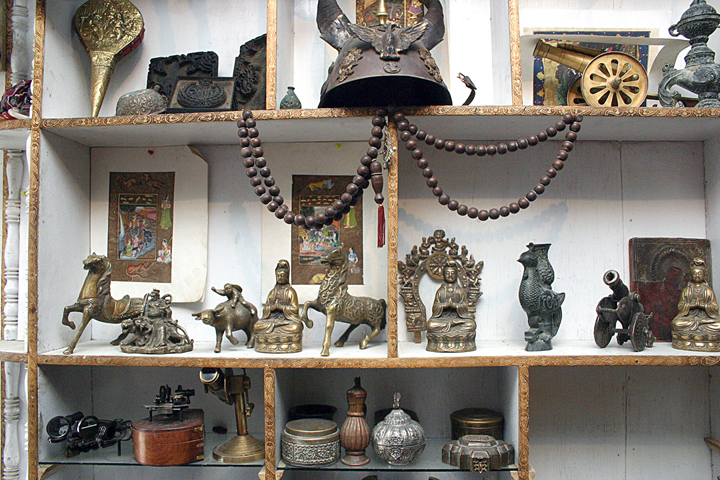
داخل یکی از عتیقه فروشی‌های کابل در کوچه مشهور مرغا (کوچه مرغ‌ها)

بزرگ‌ترین قطب صنعتی کابل در ناحیه ۹ و در شمال دریای کابل در نزدیکی فرودگاه بین‌المللی حامد کرزی واقع شده‌است. حدود ۶ کیلومتری بالاشهر کابل، در زمینی حدود ۹ هکتار در بگرامی با جدیدترین امکانات که به تاجران اجازه کسب و کار را در آنجا می‌دهد، تکمیل شده‌است. این پارک مدیریت حرفه‌ای در زمینه نگهداری روزانه جاده‌ها، سرک‌های داخلی، زمین‌های عادی، زمین‌های پارک، زنگ خطر ۲۴ ساعته و کنترل به رفت و آمد موترها و اشخاص دارد. کارخانه‌های که آنجا فعالیت دارند شامل: کارخانهٔ ۲۵ میلیون دلاری حبیب گلزار نمایندهٔ رسمی تولید انحصاری کوکاکولا در افغانستان و نماینده رسمی شرکت تویوتا افغانستان و نمایندهٔ رسمی محصولات نستله در افغانستان، کارخانهٔ نوشابه‌های غیرالکلی الکوزی، کارخانهٔ شیر قوت، و….

## ترابری

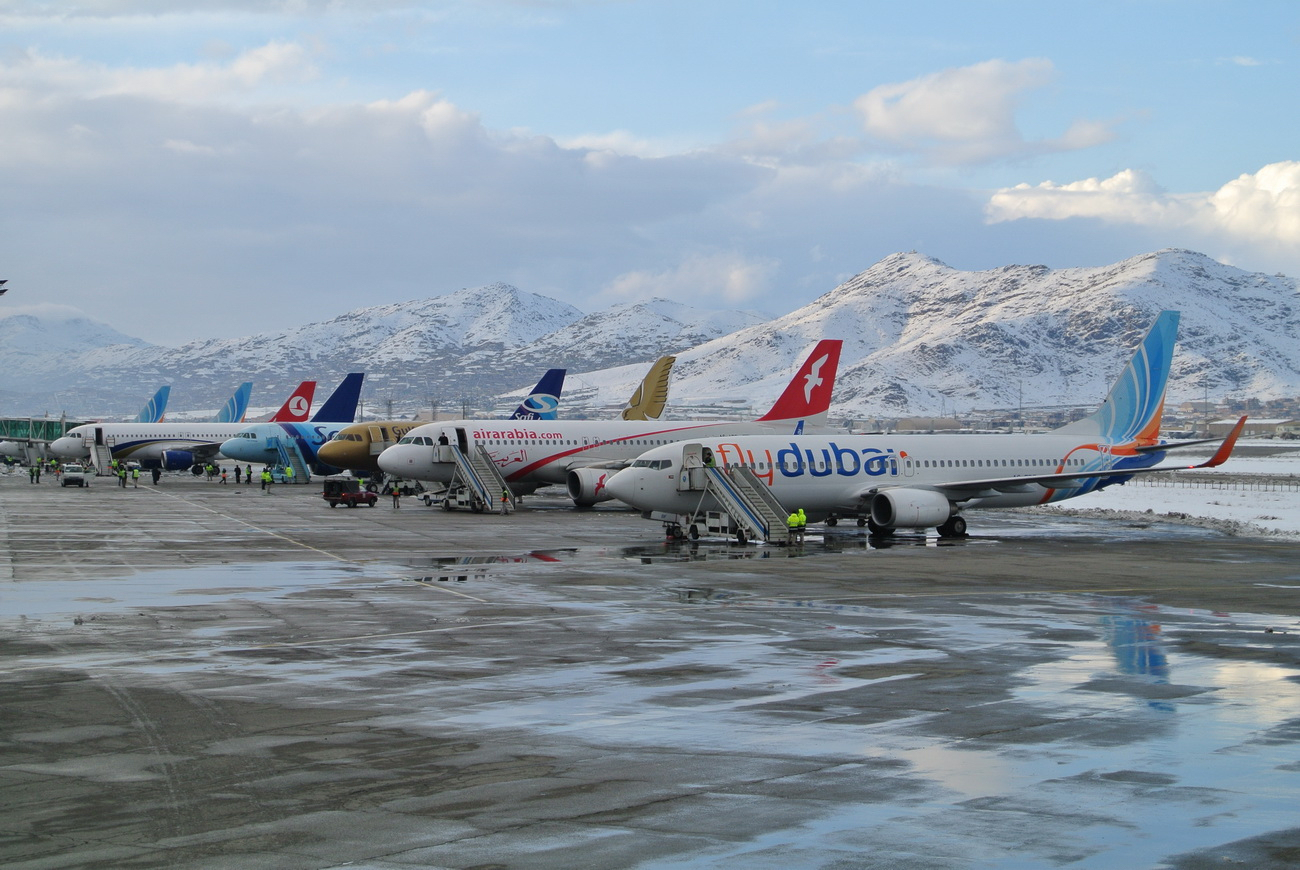
خط پرواز فرودگاه بین‌المللی حامد کرزی (فرودگاه بین‌المللی کابل), ۲۰۱۲

### هوایی
فرودگاه بین‌المللی حامد کرزی (فرودگاه بین‌المللی کابل) ۲۵ کیلومتر (۱۶ مایل) از مرکز کابل فاصله دارد، که عموماً فرودگاه اصلی کشور است. این فرودگاه قطب هواپیمایی آریانا افغان (هواپیمایی ملی افغانستان), هواپیمایی بین‌المللی افغان جت، هواپیمایی افق شرق، هواپیمایی کام ایر، خطوط هوایی پامیر و خطوط هوایی صافی است. دیگر شرکت‌های هواپیمایی منطقه مانند، ایر ایندیا، اسپایس جت، فلای دبی، هواپیمایی امارات، گلف ایر، ماهان ایر، هواپیمایی بین‌المللی پاکستان و ترکیش ایرلاینز نیز برنامه‌های منظم پرواز به این فرودگاه دارند. چند ترمینال بین‌المللی توسط کشور ژاپن در سال ۲۰۰۸ ساخته و راه‌اندازی شد.

### راه‌آهن
کابل سرویس قطار ندارد. تنها سرویس راه‌آهن آن، تراموا کابل - دارالامان، از ۱۹۲۳ تا ۱۹۲۹ به مدت شش سال فعالیت داشت. سرویس ریل سبک در دوره توسعه میان مدت درحال برنامه‌ریزی است.

### جاده

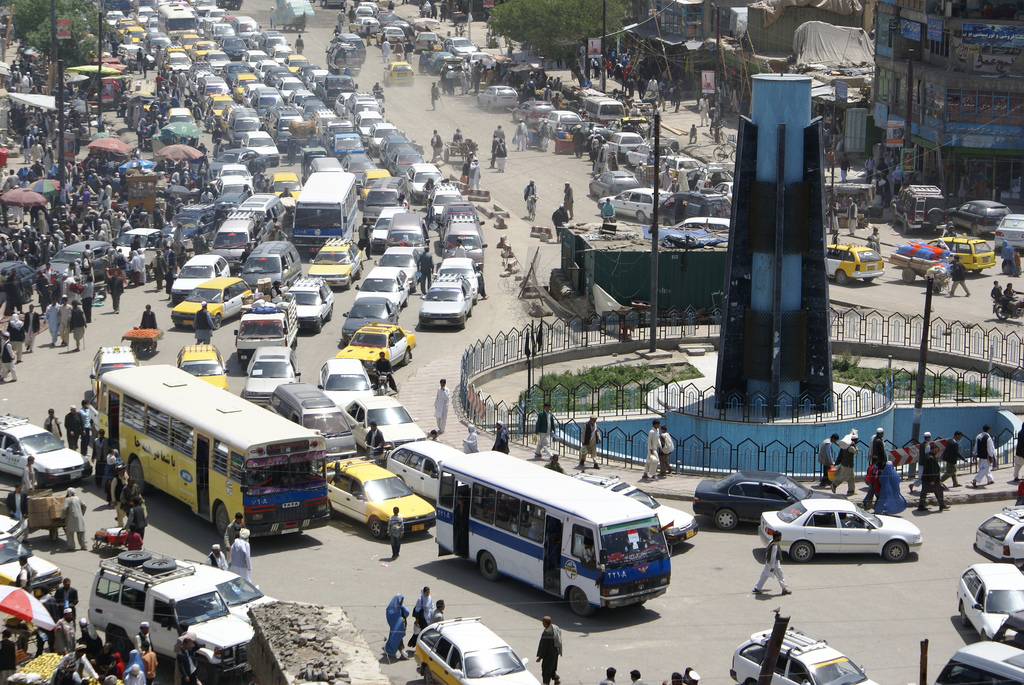
ترافیک در مرکز شهر کابل در سال ۲۰۱۳

بزرگراه AH76 کابل را به سمت شمال به سمت چاریکار، پل خمری و مزارشریف متصل می‌کنند.

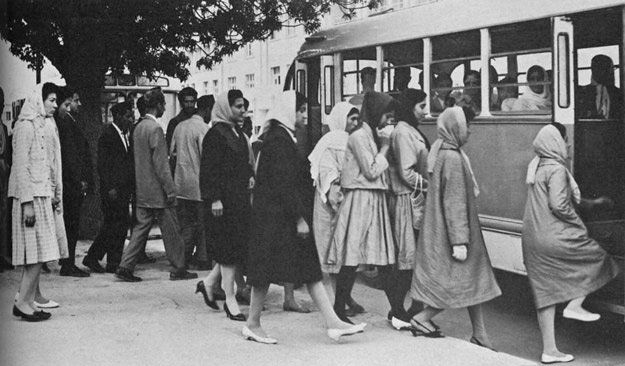
سیستم منظم بس شهری کابل در ژوئن ۱۹۷۶

بیشتر شبکه جاده‌ای در مرکز شهر کابل از تقاطع‌های مربع یا دایره ("char-rahi") تشکیل شده‌است. میدان اصلی شهر میدان پشتونستان (به نام پشتونستان) است که یک چشمه بزرگ در آن قرار دارد و در مجاورت کاخ ریاست جمهوری، د افغانستان بانک و سایر نقاط مهم واقع شده‌است. چارراهی مسعود کنار سفارت ایالات متحده واقع شده و یکی از جاده‌های با فرودگاه کابل متصل است. در منطقه شهر نو چندین تقاطع اصلی وجود دارد: انصاری، حاجی یعقوب، کوی بازار، صدارت و طره باز خان. دومی، به نام توراب خان، جاده گل و کوچه مرغ‌ها را به هم متصل می‌کند. در غرب کابل نیز دو تقاطع اصلی وجود دارد: چوک دهمزنگ و کوته سنگی. سالنگ وات جاده اصلی به سمت شمال غرب کشور است، در حالی که آسمایی وات سوم عقرب جاده اصلی به غرب کابل است.
افزایش روزافزون جمعیت در سده ۲۱ باعث ایجاد مشکلات عمده ازدحام در جاده‌های این شهر شده‌است. در تلاش برای مقابله با این موضوع، بودجه ۹۵ کیلومتر جاده کمربندی خارجی با هزینه ۱۱۰ میلیون دلار در سال ۲۰۱۷ تصویب شد. ساخت و ساز پنج سال طول خواهد کشید و از چار آسیاب از طریق احمد شاه بابا مینه، ده سبز (منطقه توسعه "شهر جدید کابل")، بزرگراه AH76، پغمان و دوباره چار آسیاب ادامه خواهد داشت. همچنین سرویس اتوبوس حمل و نقل عمومی جدید نیز در سال ۲۰۱۸ افتتاح شده‌است (به زیر مراجعه کنید). در سپتامبر ۲۰۱۷، رئیس شهرداری کابل اعلام کرد که «در آینده نزدیک» ۲۸۶ متر پل هوایی برای عابرین پیاده (پل عابر پیاده) در هشت منطقه شلوغ شهر ساخته خواهد شد.
تحت پروژه بهبود بهره‌وری حمل و نقل شهری کابل که در سال ۲۰۱۴ و با حمایت بانک جهانی امضا شد، این شهر شاهد بهبودهای گسترده‌ای در وضعیت جاده‌ها، ازجمله ساخت پیاده‌روهای جدید برای عابرین پیاده، سیستم فاضلاب، برق و آسفالت سطح جاده‌ها خواهد بود.. این پروژه تا ۳۱ دسامبر ۲۰۱۹ ادامه داشت.

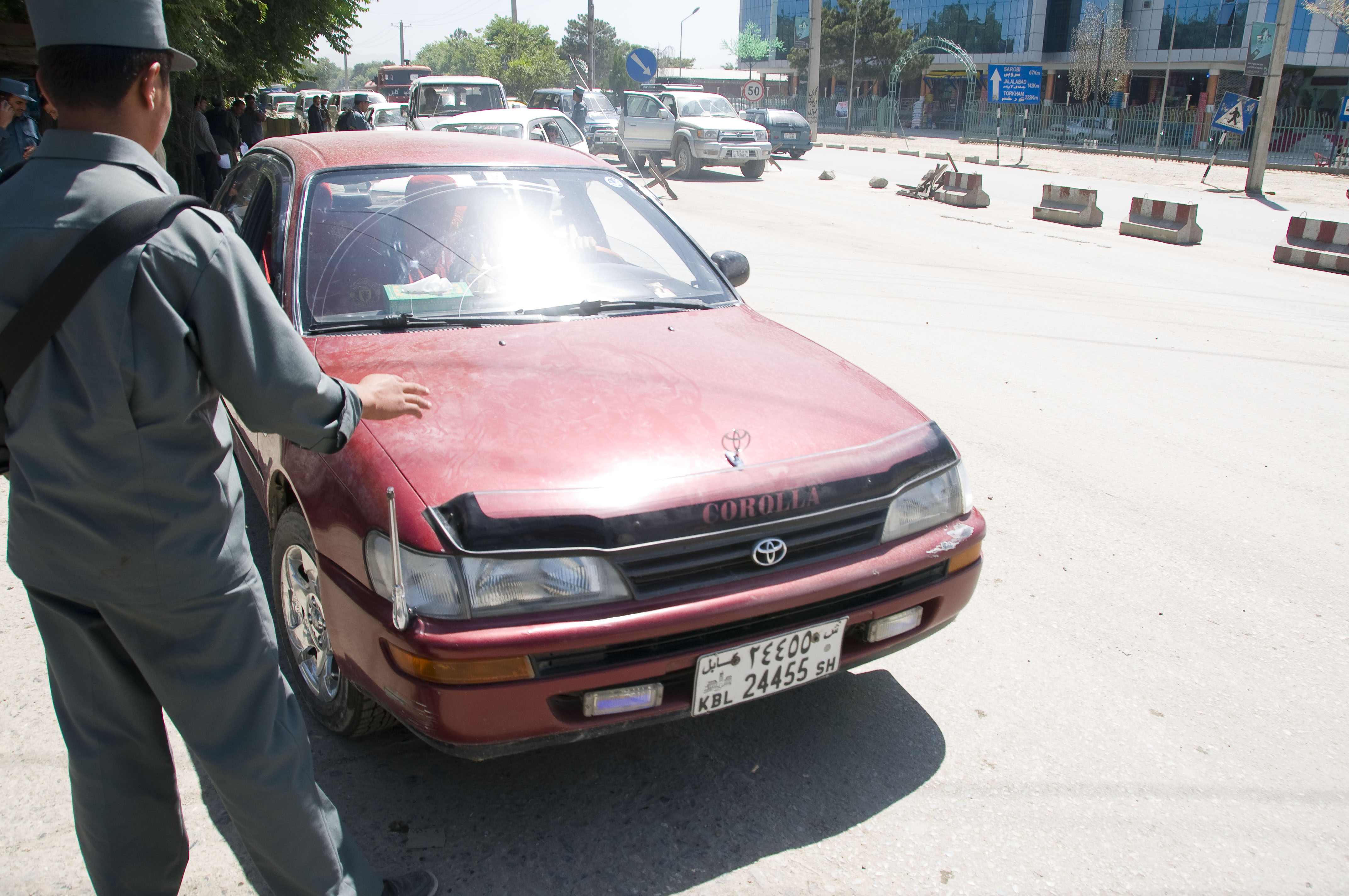
یک تویوتا کورولا در ایست بازرسی امنیتی در سال ۲۰۱۰

وسایل نقلیه شخصی از سال ۲۰۰۲ در کابل درحال افزایش است، از سال ۲۰۱۳ حدود ۷۰۰٫۰۰۰ اتومبیل ثبت شده که ۸۰٪ اتومبیل‌ها، تویوتا کرولا بیده اند است. تعداد نمایندگی‌های فروش نیز از ۷۷ در سال ۲۰۰۳ به بیش از ۵۵۰ در سال ۲۰۱۰ افزایش یافته‌است. پمپ‌بنزین‌ها عمدتاً متعلق به مالکیت شخصی هستند. دوچرخه‌های موجود در جاده از دیدنی‌های معمول شهر است.

### تکسی
تاکسی کابل با رنگ سفید و رنگ زرد رنگ‌آمیزی شده‌است. بیشتر این‌ها مدل قدیمی تویوتا کورولا هستند. چند کابین روسی متعلق به دوران اتحاد جماهیر شوروی نیز هنوز درحال کار هستند.

### اتوبوس و واگن برقی
سفرهای طولانی مدت جاده‌ای توسط اتوبوس مربی مرسدس بنز یا لاری، کامیون و اتومبیل انجام می‌شود. اگرچه سرویس اتوبوسرانی در سراسر کشور از کابل در دسترس است، اما پرواز به ویژه برای خارجی‌ها ایمن تر است. سرویس اتوبوسرانی عمومی شهر (ملی بس / "اتوبوس ملی") در دهه ۱۹۶۰ تأسیس شد تا مسافران را از مسیرهای روزانه به بسیاری از مقاصد برساند. این سرویس حدود ۸۰۰ اتوبوس دارد. سیستم اتوبوسرانی کابل منبع جدیدی از درآمد را در تبلیغات کل اتوبوس از MTN مشابه تبلیغات "بسته بندی اتوبوس" در حمل و نقل عمومی در کشورهای پیشرفته تر کشف کرده‌است. یک اتوبوس سریع نیز وجود دارد که برای مسافران خطوط هوایی صافی از مرکز شهر به فرودگاه بین‌المللی حامد کرزی حرکت می‌کند.
یک سیستم الکتریکی واگن برقی از فوریه ۱۹۷۹ تا ۱۹۹۲ با استفاده از ناوگان اوداکودا ساخته شده توسط یک شرکت چکسلواکی در کابل کار می‌کرد (برای اطلاعات بیشتر به ترولیبوس‌های کابل مراجعه کنید). سرویس ترولیبوس عمدتاً به‌دلیل قیمت پایین در مقایسه با سرویس اتوبوسرانی معمولی ملی بس بسیار محبوب بود. آخرین واگن برقی در اواخر سال ۱۹۹۲ به‌دلیل جنگ متوقف شد - بسیاری از سیم‌های مس هوایی بعداً غارت شدند اما تعدادی از آن‌ها، ازجمله تیرهای فولادی، امروز هنوز هم در کابل دیده می‌شود.
در ژوئن ۲۰۱۷، شهرداری کابل از برنامه‌های حمل و نقل سریع سریع اتوبوس جدید، اولین طرح اصلی حمل و نقل عمومی شهری، رونمایی کرد.

## گردشگری
تا پیش از تهاجم طالبان در سال ۱۴۰۰، هرساله ۲۰٬۰۰۰ گردشگر خارجی از افغانستان بازدید می‌کردند. بیشتر هتل‌های کابل شامل: هتل کابل سرینا; هتل انتر کانتنینتال، و هتل صافی لندمارک است که در مرکز شهر قرار دارند. دیگر هتل‌های کمتر شناخته شده نیز وجود دارند. گردشگران بیشتر مسافرخانه‌ها را که در سراسر شهر وجود دارند، ترجیح می‌دهند. مسافرخانه‌های بهتر و امن‌تر در منطقهٔ وزیر اکبرخان است و بیشتر سفارتخانه‌های کشورها نیز در آن منطقه است.

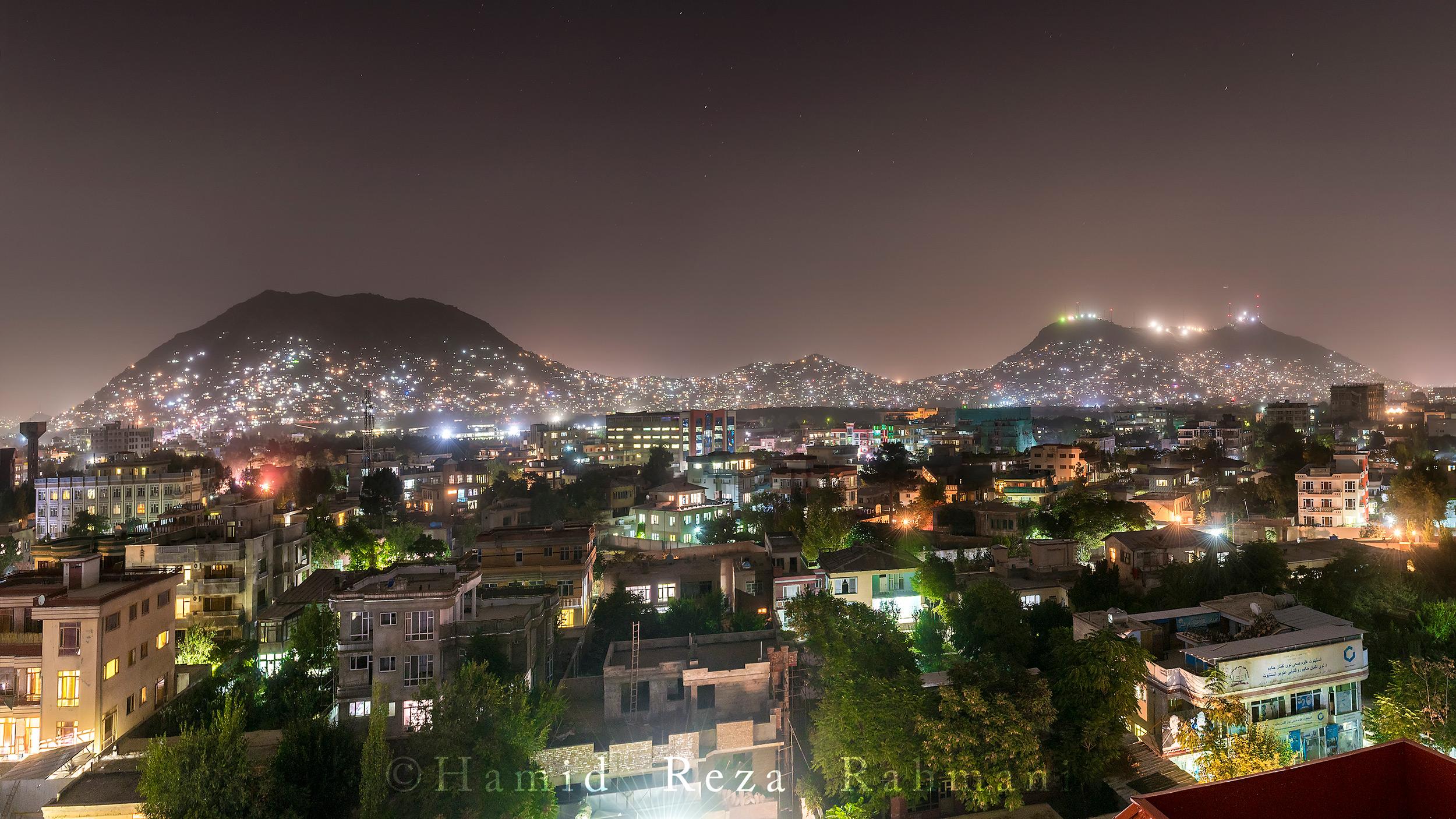
شب‌های کابل، ۲۰۱۶

منطقه قدیمی شهر دارای بازارها، کوچه‌های باریک و جاده‌های نامنظم است. مکان‌های فرهنگی شهر شامل: موزیم ملی افغانستان که تندیس مشهور سوریا، کشف شده از منطقهٔش خیرخانه را به نمایش می‌دهد، قصر دارالامان که در زمان حکومت اشرف غنی بازسازی شده‌است، آرامگاه بابر امپراتور مغول در باغ بابر، باغ چهل ستون، منار استقلال ساخته شده ۱۹۱۹ بعد از سومین جنگ افغان و انگلیس، آرامگاه تیمور شاه درانی، قصر باغ بالا و مسجد باشکوه عیدگاه (ساخته شده ۱۸۹۳). بالا حصار، قلعهٔ که توسط انگلیسی‌ها در ۱۸۷۹, بخاطر جبران کشته شدن ۱۶٬۵۰۰ سرباز شان آن را تخریب کردند. اکنون از آن به عنوان کالج نظامی استفاده می‌شود. در قلعهٔ کلوله‌پشته که اردوی ملی افغانستان در آن مستقر بود؛ و قلعه سده نوزدهمی برج شهرآرا که در ۱۹۲۸ تخریب شد، از قلعه‌های نظامی افغانستان است. دیگر آبده‌های تاریخی تخریب شده آن، منار چکری، تخریب شده ۱۹۹۸ است که آثار بودایی سواستیکا، مهایانا و تراواده را دارا بود.
کابل سیتی سنتر که اولین مال خرید در کابل است، ناحیه وزیر اکبرخان، باشگاه گلف کابل، باغ‌وحش کابل، مسجد عبدالرحمن، شاه دوشمشیره و دیگر مسجدها، گالری ملی، آرشیف ملی افغانستان، قبرستان شهدای صالحین، تپهٔ بی‌بی‌مهرو و باغ‌های پغمان. شبکهٔ توسعهٔ آقاخان هم در بازسازی باغ بابر سهم گرفته بود.
- باغ‌ها (پارک‌ها)
  - باغ بابر (پارک)
  - باغ چهل‌ستون (پارک)[۶۴]
  - باغ بالا (پارک)
  - پارک زرنگار
  - پارک شهر نو
  - باغ زنانه (پارک)
  - چمن حضوری
  - پارک بی‌بی‌مهرو
  - دریاچه قرغه
- مسجدها
  - مسجد عبدالرحمن
  - مسجد عیدگاه
  - مسجد ابوالفضل
  - مسجد پل‌خشتی
  - مسجد شاه دو شمشیره
- آرامگاه‌ها
  - آرامگاه تیمور شاه درانی
  - آرامگاه عبدالرحمن‌خان

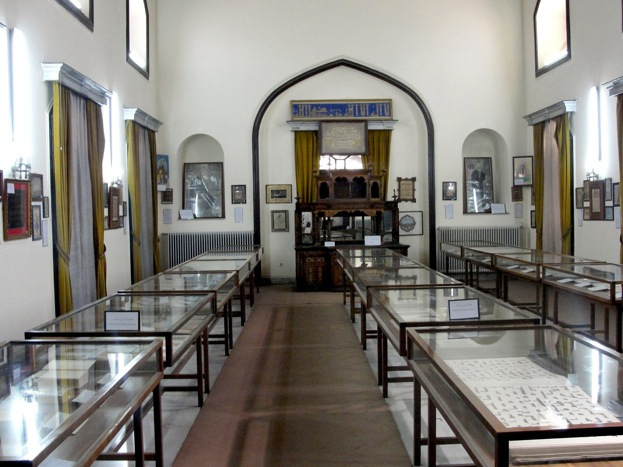
آرشیف ملی افغانستان

  - آرامگاه محمد ظاهرشاه و محمد نادرشاه
  - آرامگاه سید جمال‌الدین اسدآبادی
- قصرها
  - ارگ ریاست‌جمهوری افغانستان, شامل چندین قصر دیگر در داخل آن

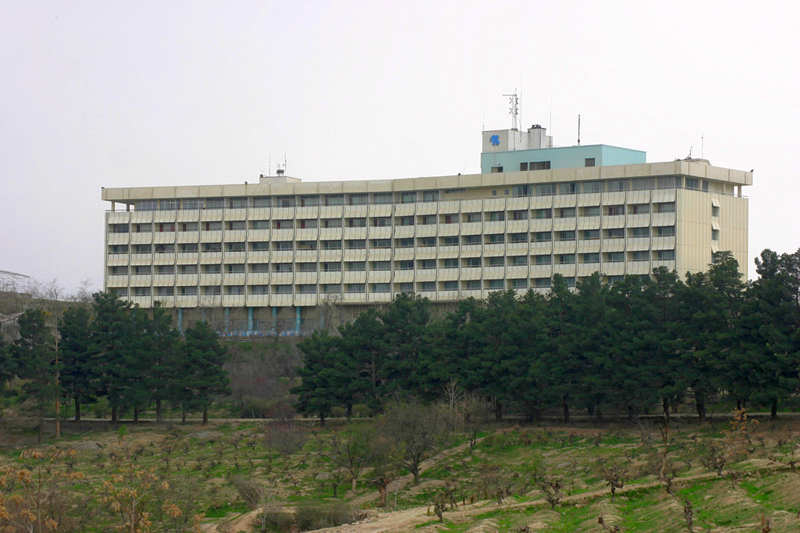
هتل انتر کانتنینتال

  - قصر استور
  - قصر باغ بالا
  - قصر تاج بیگ
  - قصر چهل‌ستون کابل
  - قصر حرم‌سرا
  - قصر دارالامان
  - قصر دلگشا
  - قصر زرنگار
  - قصر شاه بوبو

موزیم‌ها
- - موزیم ملی افغانستان
  - آرشیف ملی افغانستان
  - گالری ملی افغانستان

نگارستان ملی
- هتل‌ها

- - هتل کابل سیرینا
  - هتل انترکانتنینتال
  - هتل صافی لندمارک

## مردم

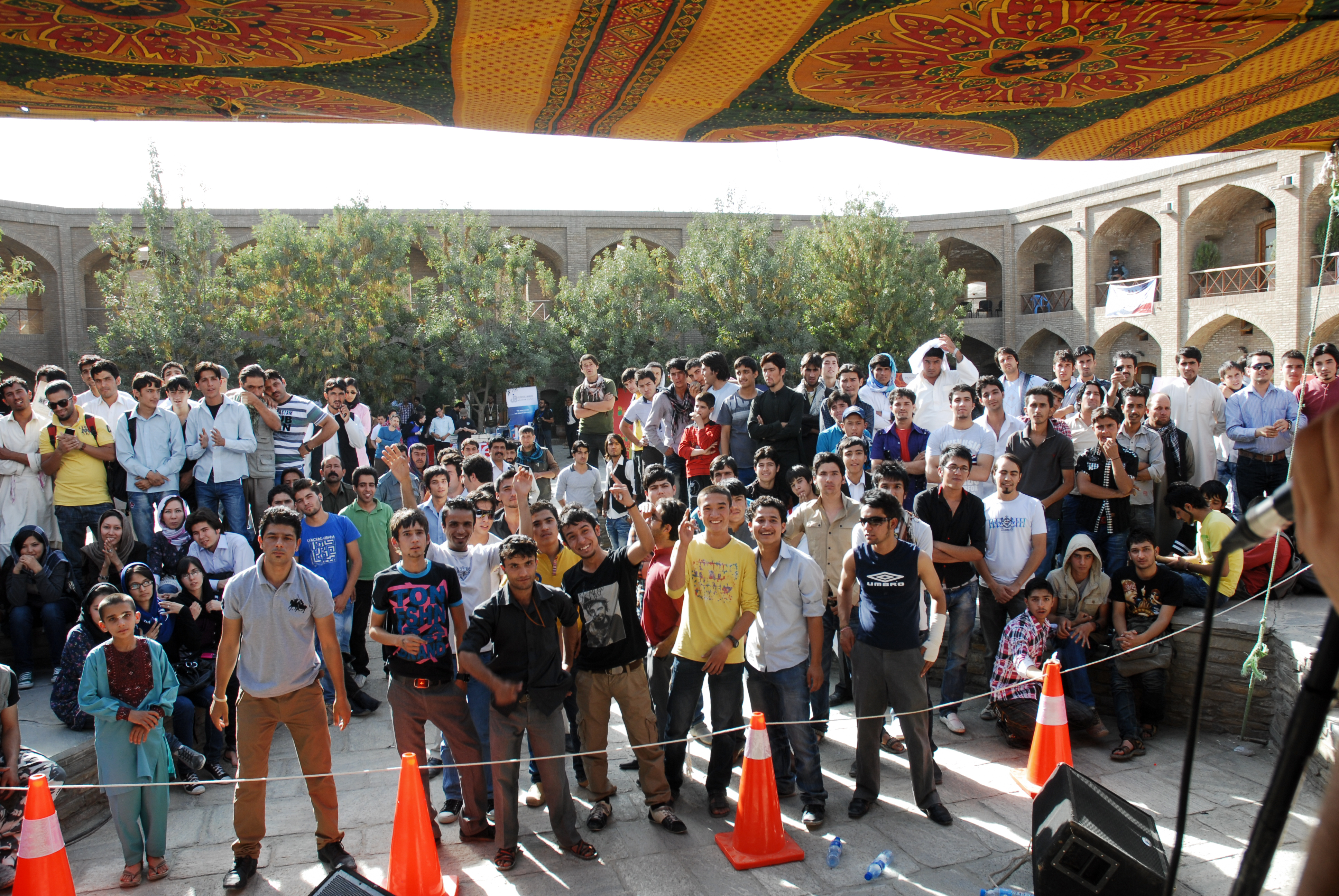
مردان و زنان جوان در یک جشنواره موسیقی راک در داخل باغ بابر

جمعیت کابل طبق آخرین آمار در سال ۲۰۲۴ به مقدار ۵،۱۴۰،۶۰۶ میلیون نفر است.
جمعیت کابل در سال ۲۰۲۰, ۴٫۴۳۴ میلیون نفر تخمین زده شده‌است. تخمین دیگری در ۲۰۱۵ آن را ۳٬۶۷۸٬۰۳۴ نفر گزارش داده‌است. جمعیت شهر در سال‌های جنگ در نوسان بوده‌است. این یعنی که تخمین‌های مختلفی گزارش شده باشد.
در ۱۸۷۸ جمعیت کابل از ۱۰٬۰۰۰ تا ۱۷۰۰۰ و ۶۵٬۰۰۰ و در ۱۹۴۰ ۱۲۰٬۰۰۰ نفر تخمین شده‌است. در ۱۹۷۶, ۳۳۷٬۷۱۵ نفر و در ۱۹۷۹, ۵۰۰٬۰۰۰ نفر گزارش شده‌است. این رقم به ۱٫۵ میلیون نفر در ۱۹۸۸, رسید. کابل به یکی از سریع‌ترین شهرهای دارای رشد سریع بین ۲۰۰۱ تا ۲۰۱۴ تبدیل شد. علت آن هم بازگشت مهاجرینی بود که به‌خاطر رژیم طالبان از کشور فراری شده بودند. عامل دوم آن رفتن مردم به پایتخت به‌خاطر جنگ‌های بین طالبان و دولت در مناطق زندگی‌شان بود. بعضی‌های دیگر هم به‌خاطر جست‌وجوی کار و زندگی بهتر به کابل می‌روند که باعث گسترش وسیع مناطق شهری کابل شده‌است.

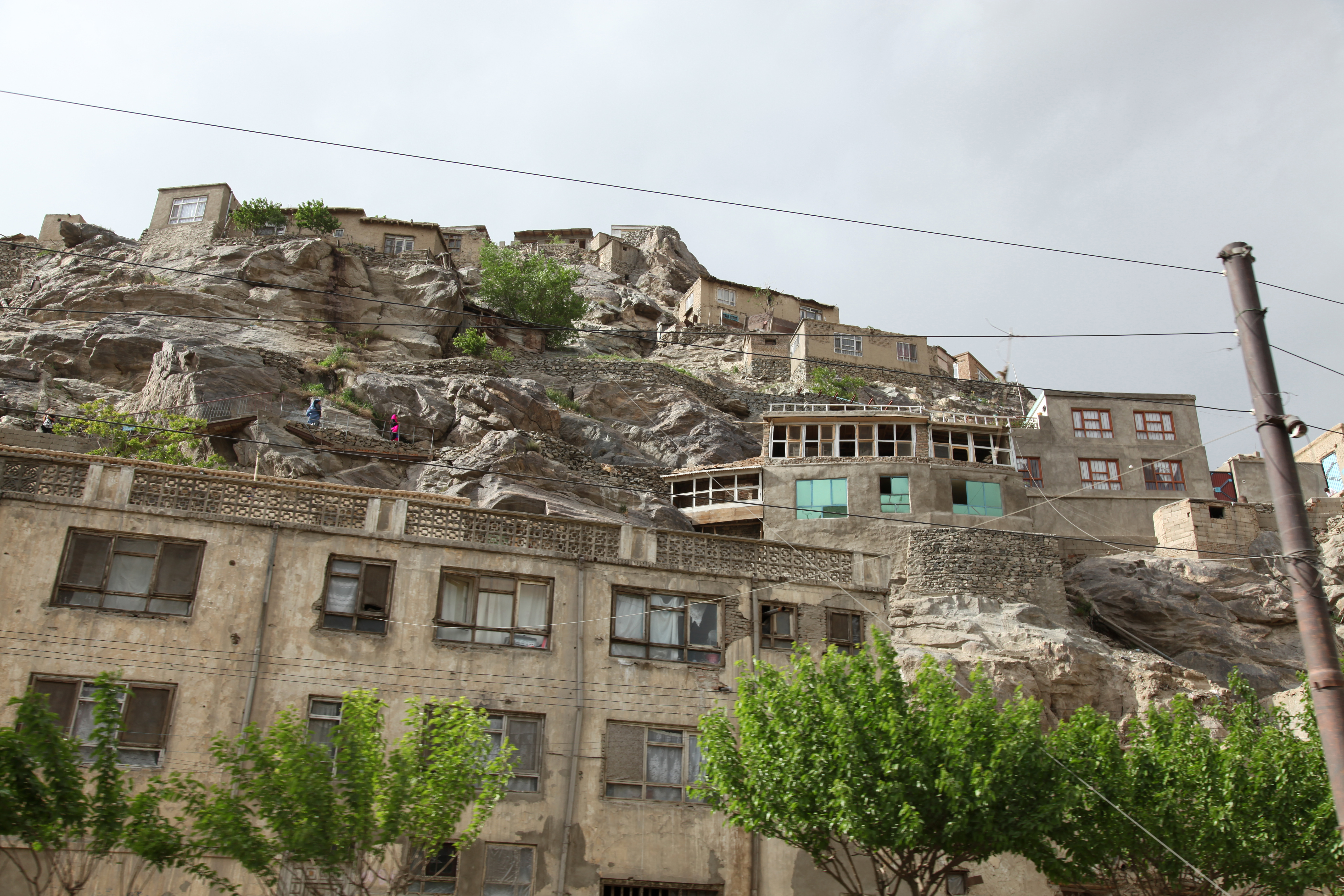
خانه‌های که در دامنه‌های کوه ساخته شده‌است.

کابل دارای بیشترین تنوع قومی در کشور است که جمعیت آن تمام افغانستانی‌های سراسر کشور را شامل می‌شود. فارسی دری و پشتو به‌طور گستردهٔ در منطقه استفاده می‌شود، زبان فارسی دری هم دارای لهجه‌های مختلف است و دو زبانگی هم بسیار رایج است.
بر اساس آمار انجمن جغرافیای ملی حدود ۷۰ درصد مردم دری زبانان شامل ۴۵ درصد تاجیک و ۲۵ درصد هزاره و نزدیک به ۲۵ درصد مردم پشتون و ۵ درصد سایر اقوام قزلباش بلوچ و ازبک و ترکمن هستند.
۶۸٪ مردم پیرو اسلام سنی و ۳۰٪ آن پیرو اسلام شیعه هستند. باقی ۲٪ آن صوفیه، هندویسم، یهودیت و مسیحیت هستند

## ورزش

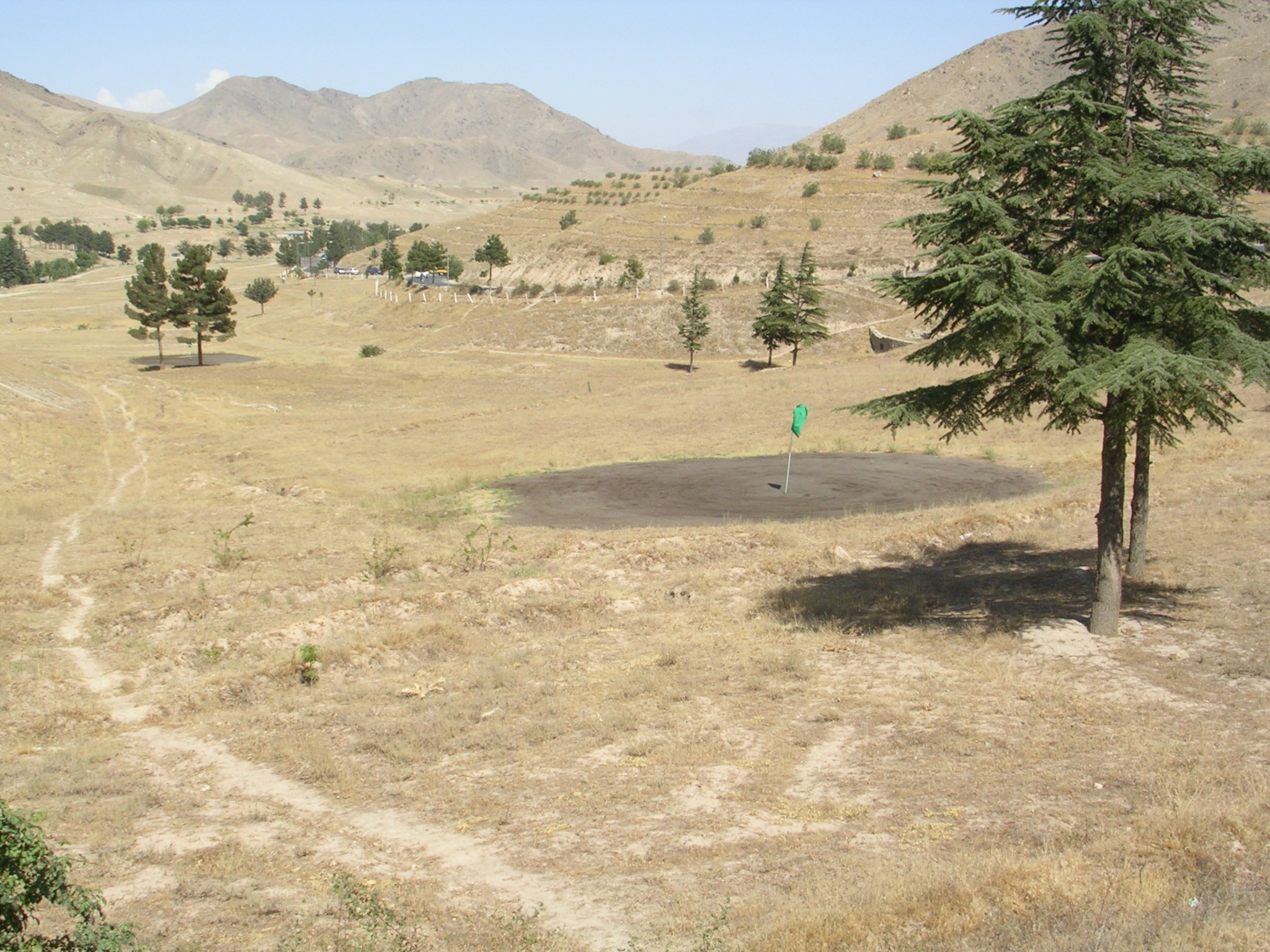
پارک گُلف کابل

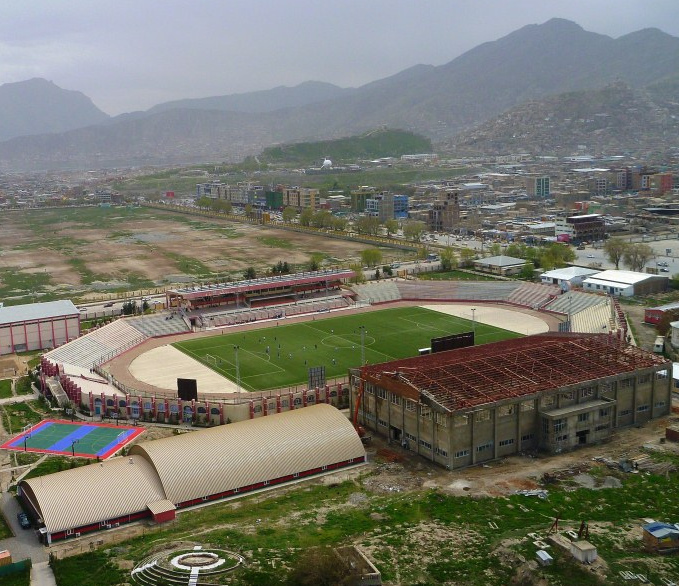
استادیوم غازی

کرکت بازی محبوب‌ترین بازی بین مردم با سه استادیوم ورزشی است.ی کابل
| باشگاه            | لیگ                | ورزش   | استادیوم                        | تأسیس |
| ----------------- | ------------------ | ------ | ------------------------------- | ----- |
| کابل جوانان       | لیگ برتر افغانستان | کرکت   | استادیوم کرکت شارجه             | ۲۰۱۸  |
| عقاب‌های کابل      | لیگ کرکت شپژیزه    | کرکت   | زمین بین‌المللی کرکت الکوزی کابل | ۲۰۱۵  |
| شاهین آسمایی ب.ف. | لیگ برتر افغانستان | فوتبال | استادیوم غازی                   | ۲۰۱۲  |

- مجتمع‌های ورزشی
  - زمین بین‌المللی کرکت الکوزی کابل
  - استادیوم غازی برای فوتبال استفاده می‌شود.
  - جمنازیوم کمیته المپیک

## کابل جدید
به علت کمبود فضا و منابع شهر کنونی کابل که جوابگوی شهروندان یا باشندگان آن نیست قرار است پایتخت افغانستان به شهر جدیدی که با نام کابل جدید که در شمال شهر کنونی کابل است انتقال یابد.

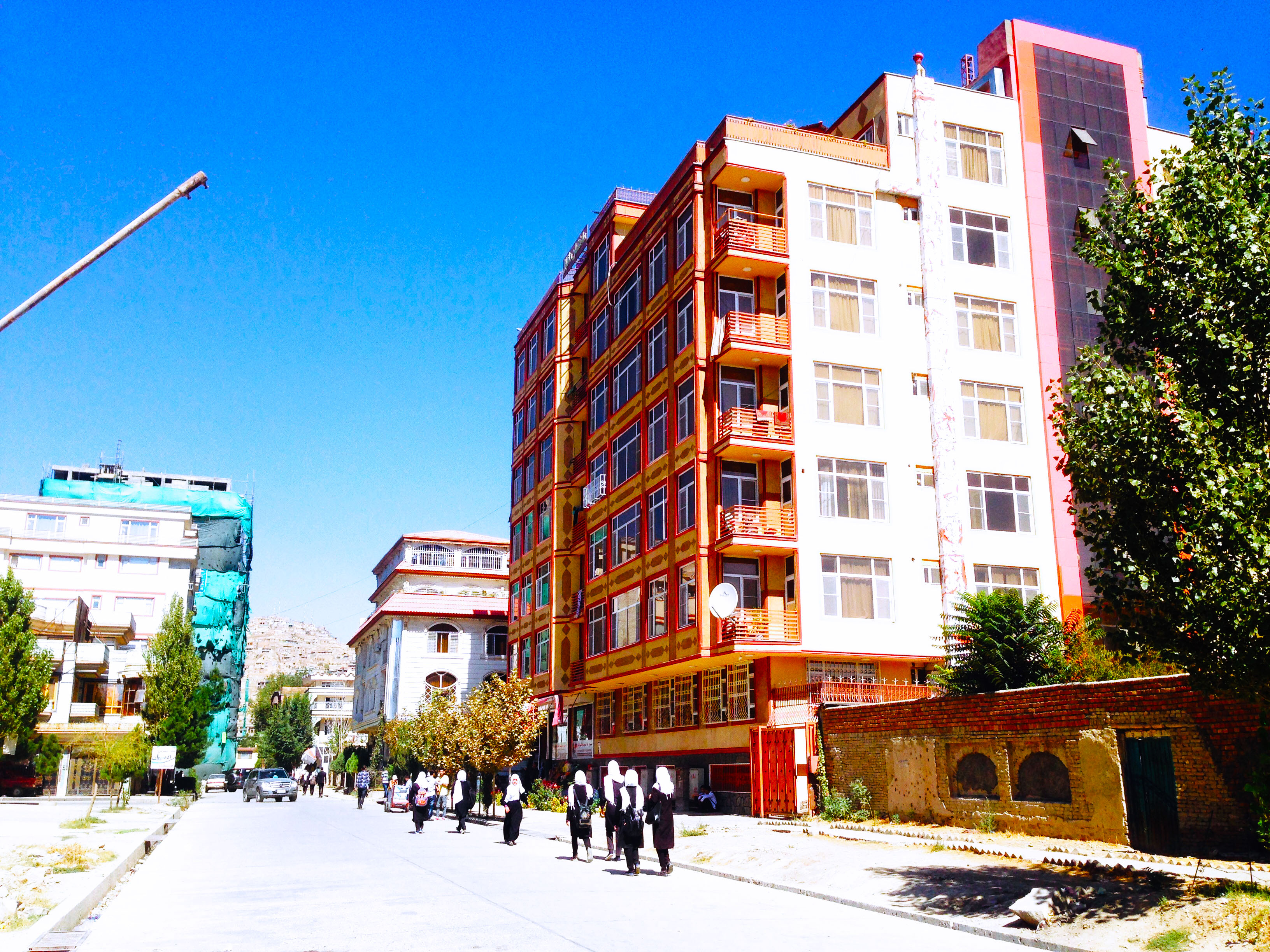
ساخت آپارتمان‌های مدرن در کابل به‌طور سریعی رو به افزایش است.

پروژه ساخت کابل جدید در ماه مارس سال ۲۰۰۹ به تصویب شورای وزیران رسید. این شهر به مساحت پانصد کیلومتر مربع خواهد بود و گنجایش سه میلیون نفر جمعیت را دارد. کشور ژاپن تهیه نقشه این شهر را به عهده گرفته‌است.

## شهرهای خواهر
- اوماها، نبراسکا، ایالات متحده (از ۲۰۰۳)[۷۶]
- کانزاس سیتی، میزوری، ایالات متحده (از ۲۰۱۸)[۷۷]
- آنکارا، ترکیه (از ۲۰۰۳)[۷۸]
- استانبول، ترکیه (از ۱۹۹۲)[۷۹]
- کازان، روسیه (از ۲۰۰۵)[۸۰]

## نگارخانه

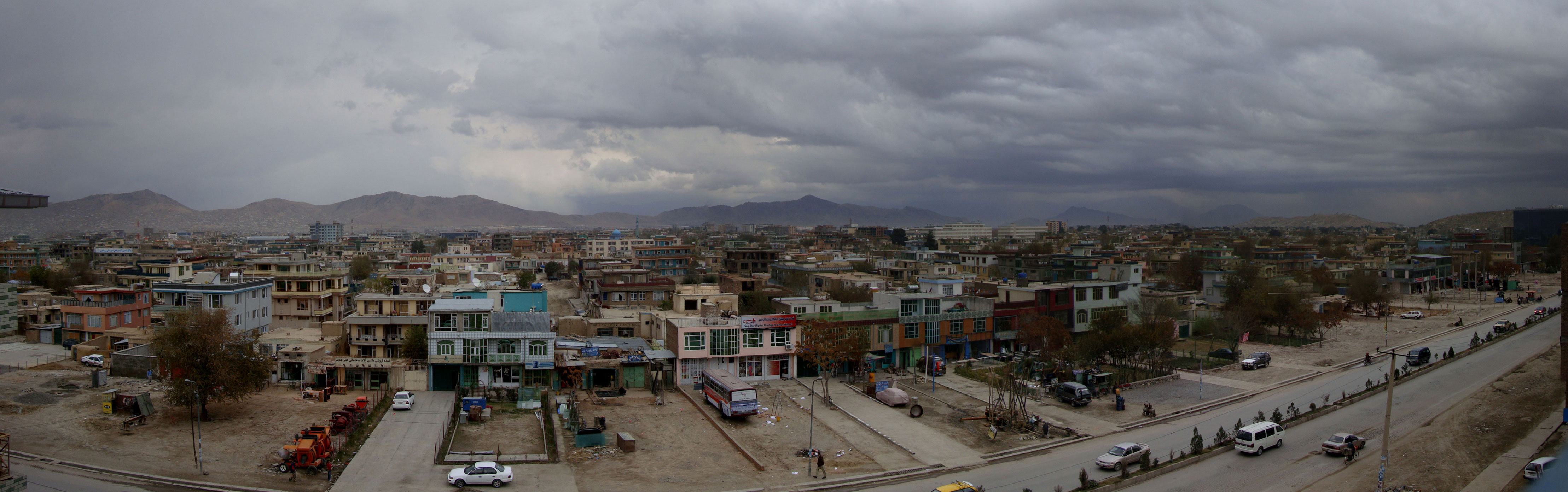
سراسرنمایی از شرق شهر کابل در فوریه ۲۰۰۹

عکس‌هایی از شهر کابل
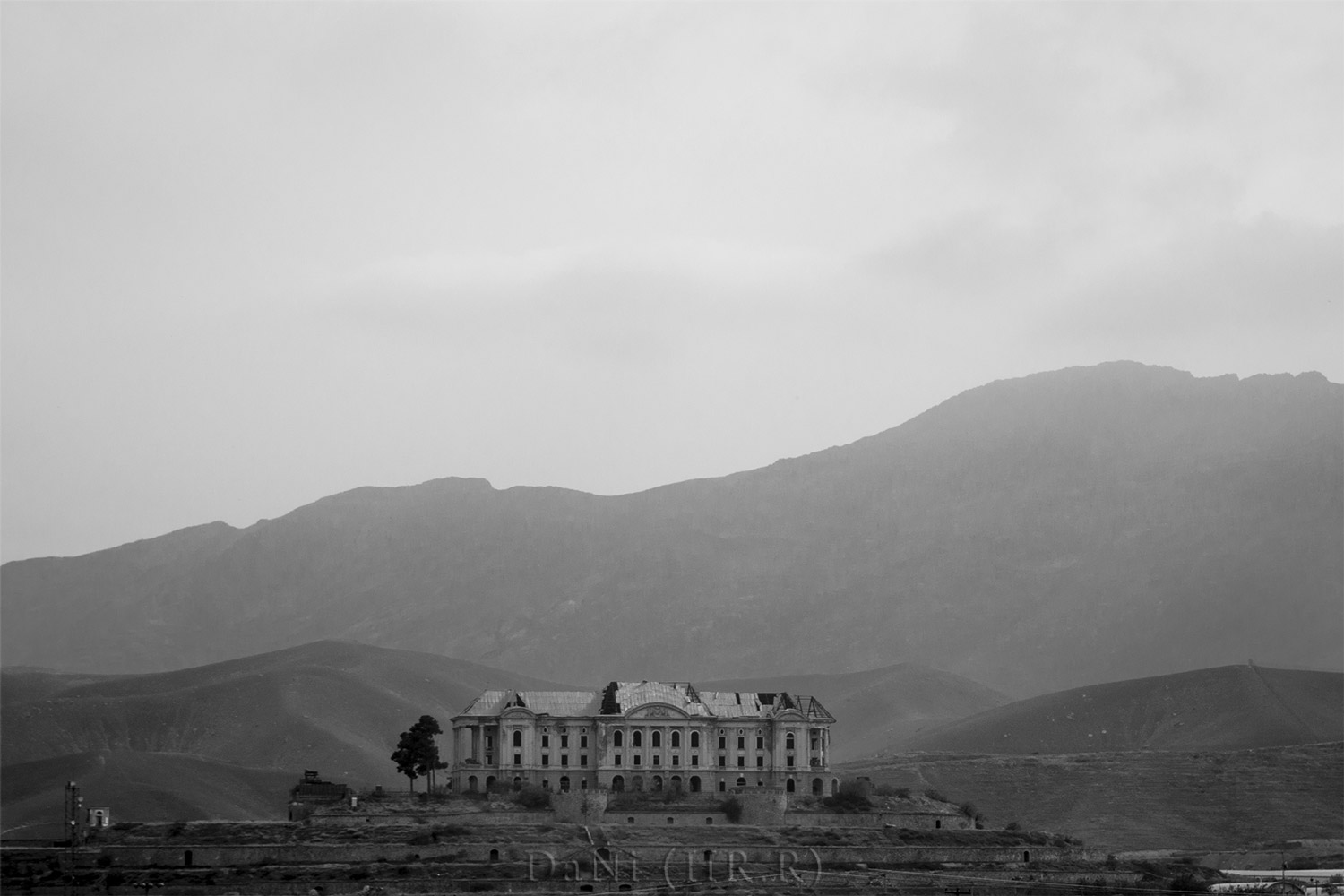
قصر تاج بیگم
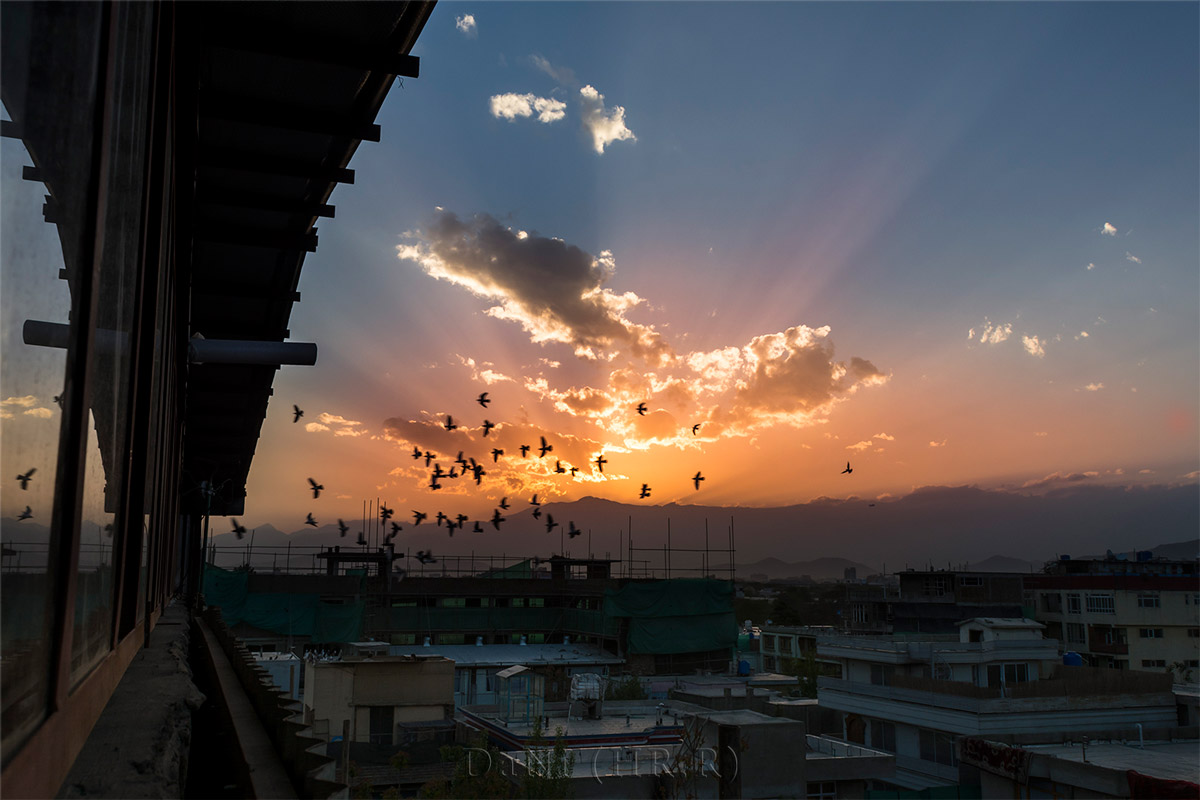
غروب کابل
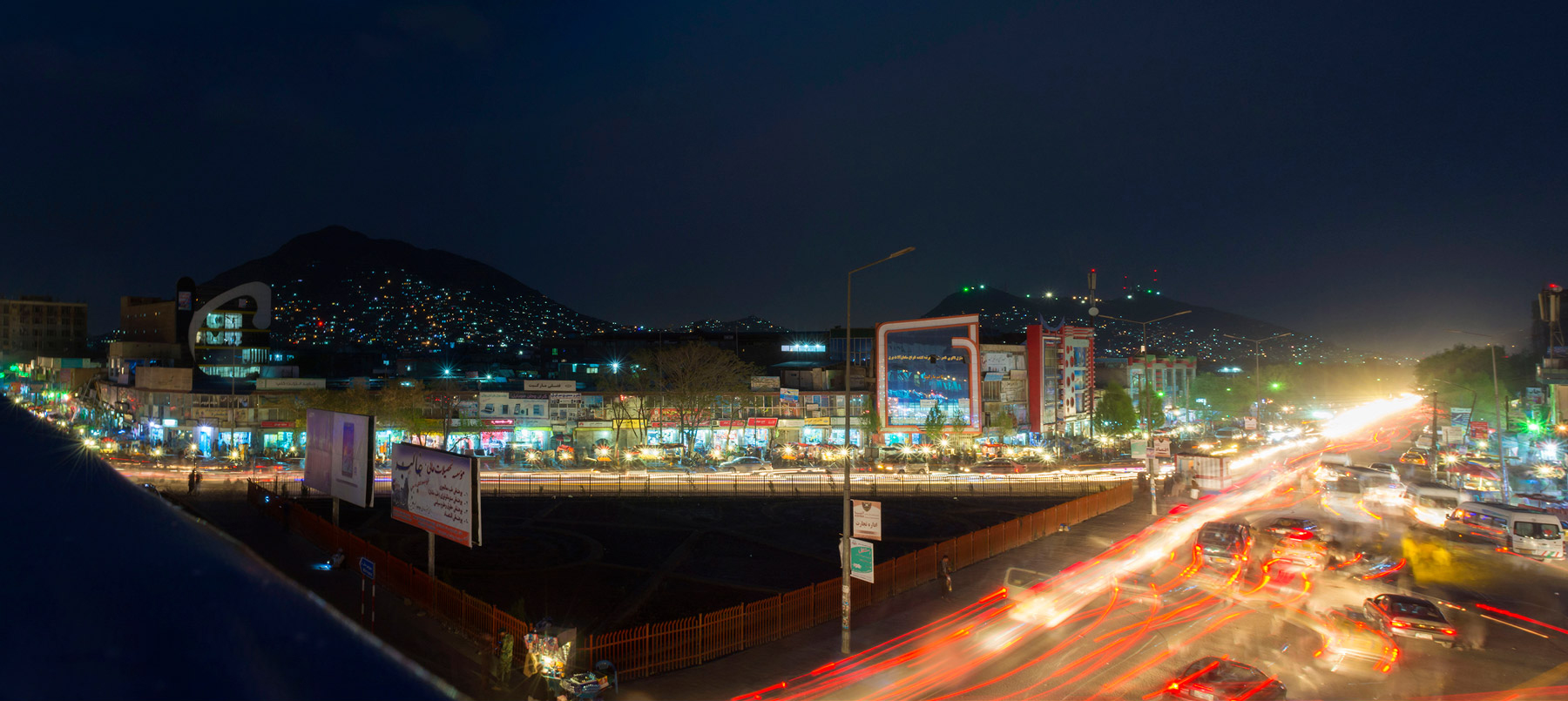
کوته سنگی در شب
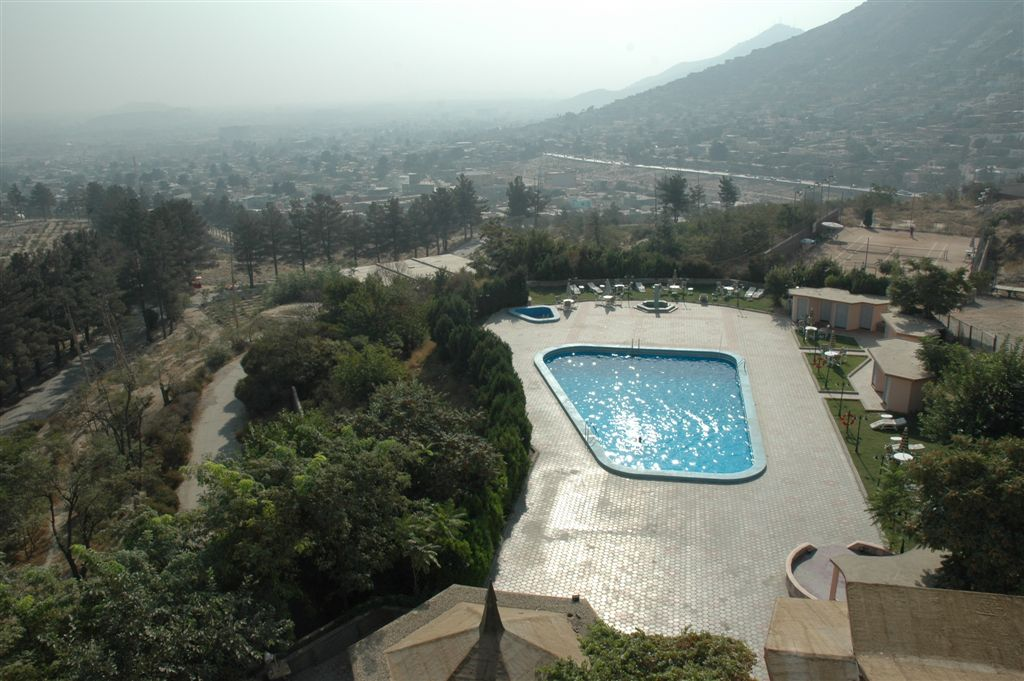
هتل اینترکانتینانتال کابل
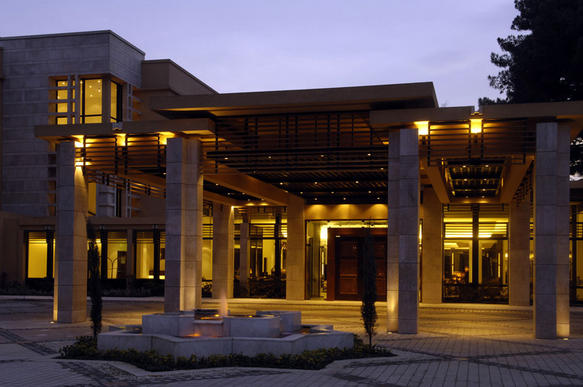
هتل سرنا
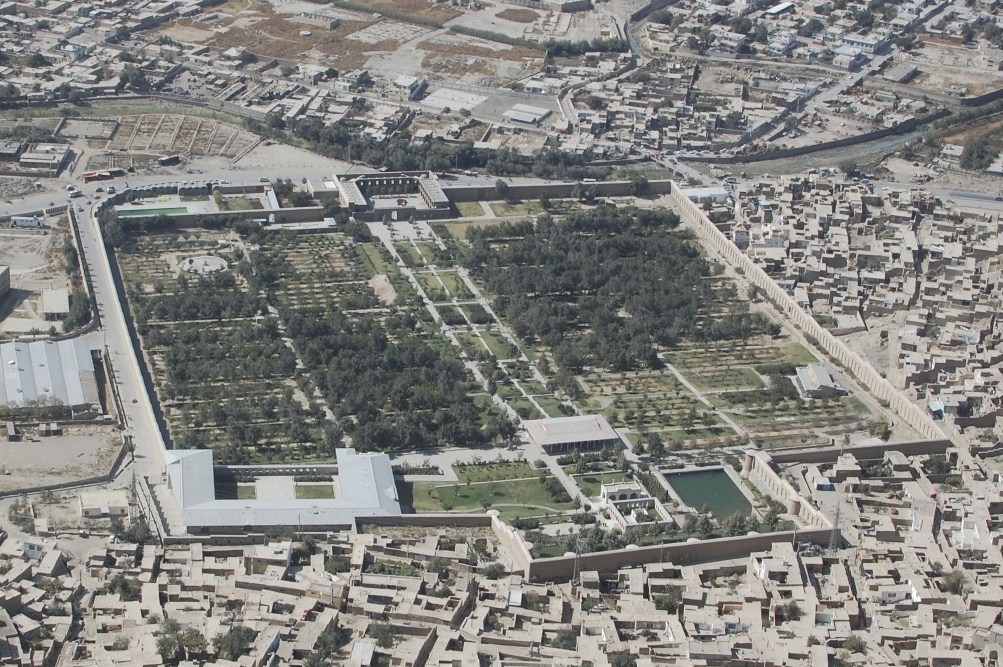
باغ بابر در کابل
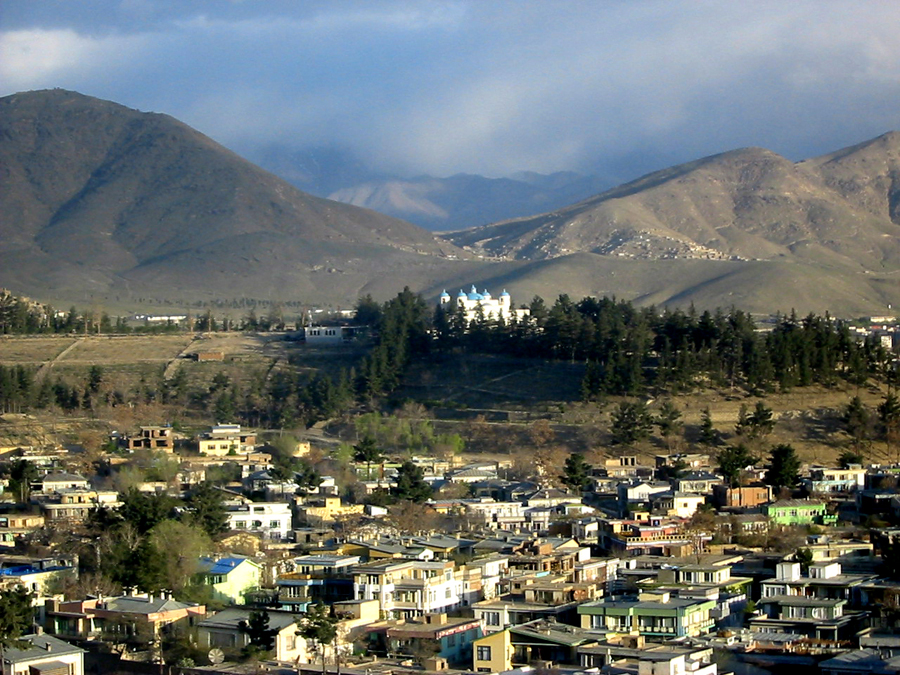
پارک باغ بالا
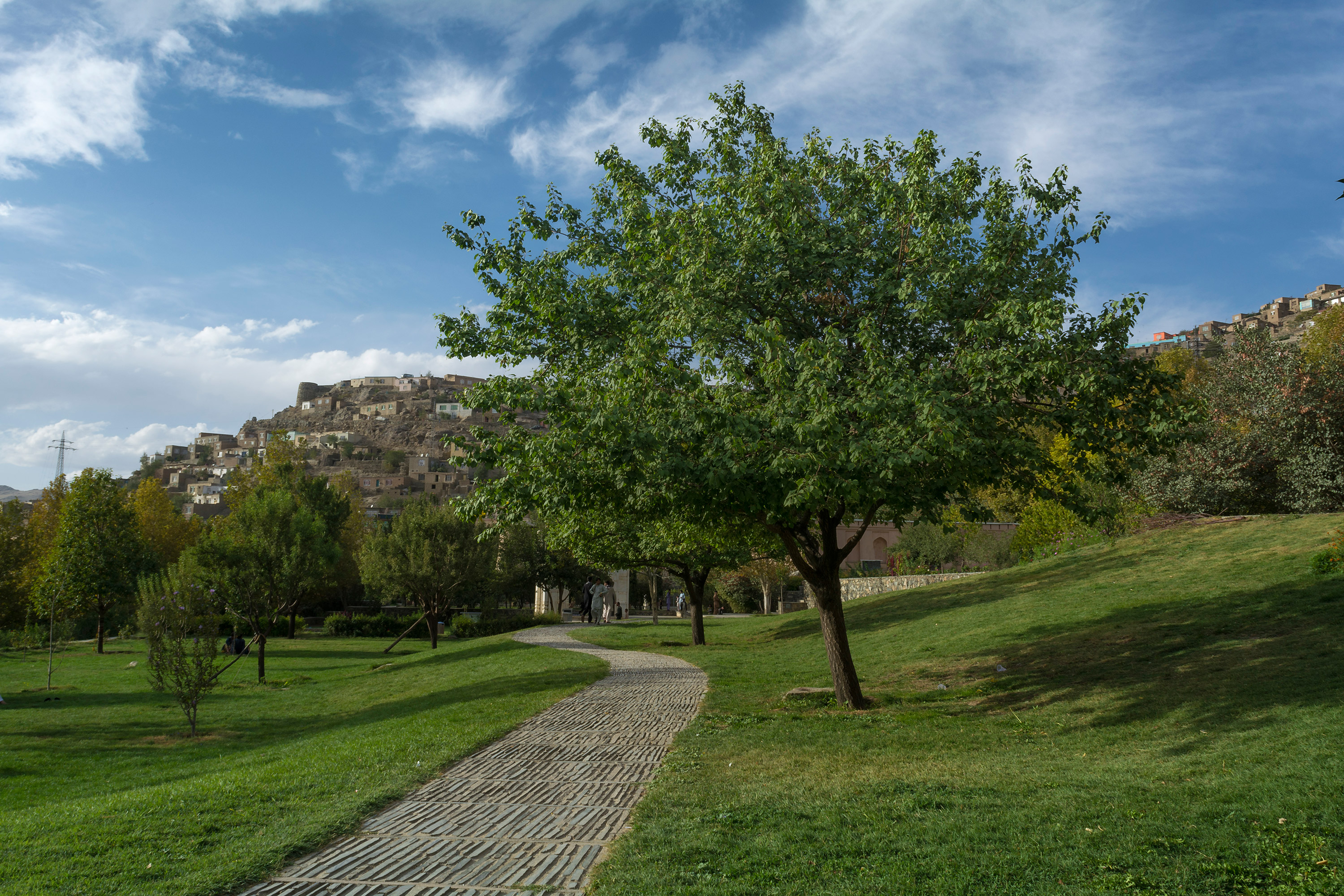
باغ بابر در فصل تابستان
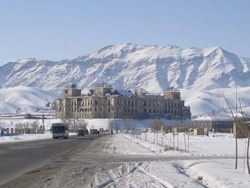
قصر دارالامان
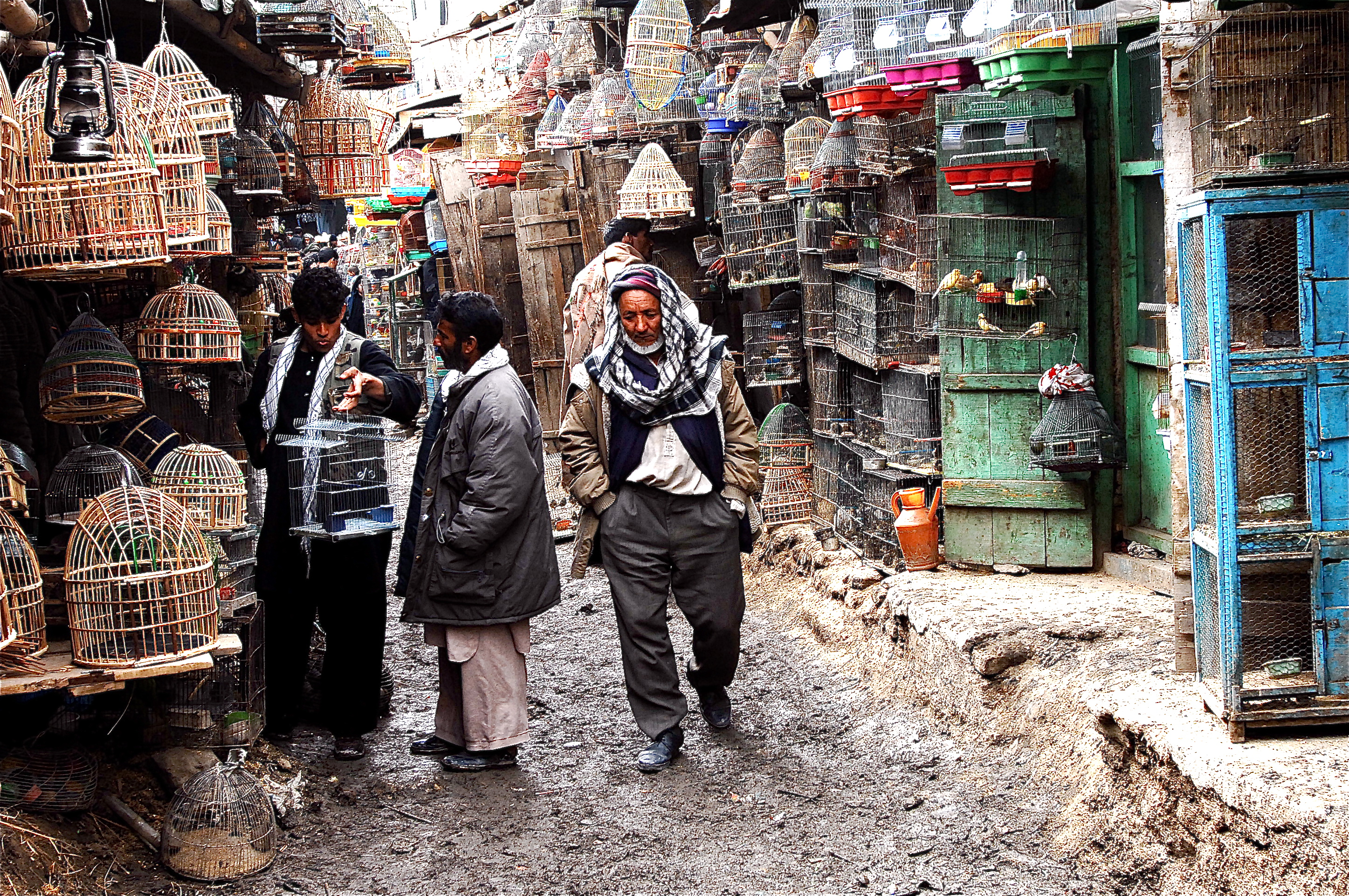
بازار پرندگان کابل